# Liste der technischen Denkmale im Landkreis Mittelsachsen (O–Z)
Die Liste der technischen Denkmale im Landkreis Mittelsachsen enthält die Technischen Denkmale im Landkreis Mittelsachsen.
Diese Liste ist eine Teilliste der Liste der Kulturdenkmale in Sachsen.
Aufgrund der großen Anzahl von technischen Denkmalen ist die Liste aufgeteilt in die
- Liste der technischen Denkmale im Landkreis Mittelsachsen (A–E)
- Liste der technischen Denkmale im Landkreis Mittelsachsen (F–G)
- Liste der technischen Denkmale im Landkreis Mittelsachsen (H–N)
- Liste der technischen Denkmale im Landkreis Mittelsachsen (O–Z)

Die Buchstaben entsprechen den Anfangsbuchstaben der Gemeindenamen.

## Legende
- Bild: Bild des Kulturdenkmals, ggf. zusätzlich mit einem Link zu weiteren Fotos des Kulturdenkmals im Medienarchiv Wikimedia Commons. Wenn man auf das Kamerasymbol klickt, können Fotos zu Kulturdenkmalen aus dieser Liste hochgeladen werden:
- Bezeichnung: Denkmalgeschützte Objekte und ggf. Bauwerksname des Kulturdenkmals
- Lage: Straßenname und Hausnummer oder Flurstücknummer des Kulturdenkmals. Die Grundsortierung der Liste erfolgt nach dieser Adresse. Der Link (Karte) führt zu verschiedenen Kartendiensten mit der Position des Kulturdenkmals. Fehlt dieser Link, wurden die Koordinaten noch nicht eingetragen. Sind diese bekannt, können sie über ein Tool mit einer Kartenansicht einfach nachgetragen werden. In dieser Kartenansicht sind Kulturdenkmale ohne Koordinaten mit einem roten bzw. orangen Marker dargestellt und können durch Verschieben auf die richtige Position in der Karte mit Koordinaten versehen werden. Kulturdenkmale ohne Bild sind an einem blauen bzw. roten Marker erkennbar.
- Datierung: Baubeginn, Fertigstellung, Datum der Erstnennung oder grobe zeitliche Einordnung entsprechend des Eintrags in der sächsischen Denkmaldatenbank
- Beschreibung: Kurzcharakteristik des Kulturdenkmals entsprechend des Eintrags in der sächsischen Denkmaldatenbank, ggf. ergänzt durch die dort nur selten veröffentlichten Erfassungstexte oder zusätzliche Informationen
- ID: Vom Landesamt für Denkmalpflege Sachsen vergebene, das Kulturdenkmal eindeutig identifizierende Objekt-Nummer. Der Link führt zum PDF-Denkmaldokument des Landesamtes für Denkmalpflege Sachsen. Bei ehemaligen Kulturdenkmalen können die Objektnummern unbekannt sein und deshalb fehlen bzw. die Links von aus der Datenbank entfernten Objektnummern ins Leere führen. Ein ggf. vorhandenes Icon  führt zu den Angaben des Kulturdenkmals bei Wikidata.

## Oberschöna
| Bild                                    | Bezeichnung | Lage                         | Datierung | Beschreibung | ID       |
| --------------------------------------- | --- | ---------------------------- | --- | --- | -------- |
| Weitere Bilder                          | Bahnhof Frankenstein | Bahnhof Frankenstein (Karte) | 2. Hälfte 19. Jahrhundert (Empfangsgebäude)                                                                                      | Empfangsgebäude, Fachwerkschuppen, Wohnhaus (urspr. zum Bahnhof gehörend, Haus Nr. 4) und Fachwerk-Nebengebäude des Wohnhauses (urspr. Schrankenposten) des Bahnhofs Frankenstein; weitgehend authentisch erhaltenes Bahnhofsensemble, eisenbahngeschichtlich und technikgeschichtlich von Bedeutung | 09209109 |
| Weitere Bilder                          | Wasserturm | Bräunsdorf (Karte)           | 1906 (Wasserturm) | Wasserturm; landschaftsprägender Turm mit qualitätvoller Gestaltung, technikgeschichtlich von Bedeutung | 09209014 |
| Weitere Bilder                          | Sachgesamtheit Königlich-Sächsische Triangulierung („Europäische Gradmessung im Königreich Sachsen“); Station 95 Bräunsdorf                                  | Bräunsdorf (Karte)           | bezeichnet 1869 (Triangulationssäule)                                                                                            | Triangulationssäule; Station 2. Ordnung, bedeutendes Zeugnis der Geodäsie des 19. Jahrhunderts, vermessungsgeschichtlich von Bedeutung | 09208898 |
| Direkt Bild zu diesem Denkmal hochladen | Wäschemangel und Mangeltisch | Bräunsdorf (Karte)           | um 1920 (Wäschemangel) | Kastenmangel eines unbekannten Herstellers um 1920, von hauswirtschaftsgeschichtlicher und technikgeschichtlicher Bedeutung | 09304389 |
| Direkt Bild zu diesem Denkmal hochladen | Halde; Neue Hoffnung Gottes Fundgrube | Bräunsdorf (Karte)           | 18. Jahrhundert (Halde) | Halde der Neuen Hoffnung Gottes Fundgrube; von großer bergbaugeschichtlicher Bedeutung für die Region | 09209029 |
| Direkt Bild zu diesem Denkmal hochladen | Oberer Kunstgraben; Neue Hoffnung Gottes Fundgrube | Bräunsdorf (Karte)           | um 1800 (Kunstgraben) | Kunstgräben, Röschen und Mundlöcher der Neuen Hoffnung Gottes Fundgrube; als wasserbauliche Anlage der größten Silbererzgrube im Striegistal von großer bergbaugeschichtlicher Bedeutung für die Region | 09209023 |
|                                         | Pulverkammer | Bräunsdorf (Karte)           | 19. Jahrhundert (Pulverhaus) | von bergbaugeschichtlicher Bedeutung | 09208952 |
| Direkt Bild zu diesem Denkmal hochladen | Brücke über die Striegis | Bräunsdorf (Karte)           | 1875 (Fußgängerbrücke) | Bogenbrücke aus Bruchsteinen, verkehrsgeschichtlich von Bedeutung | 09209031 |
|                                         | Huthaus; Neue Hoffnung Gottes Fundgrube | Bräunsdorf (Karte)           | bezeichnet 1648 (Huthaus) | Huthaus der Neuen Hoffnung Gottes Fundgrube; letztes der drei Huthäuser von Bräunsdorf im Originalzustand, von großer bergbaugeschichtlicher Bedeutung für die Region | 09209028 |
| Direkt Bild zu diesem Denkmal hochladen | Straßenbrücke über die Striegis | Bräunsdorf (Karte)           | 19. Jahrhundert (Straßenbrücke)                                                                                                  | einbogige Steinbrücke, verkehrsgeschichtlich von Bedeutung | 09209030 |
| Direkt Bild zu diesem Denkmal hochladen | Halde | Bräunsdorf (Karte)           | 18. Jahrhundert (Halde) | bergbaugeschichtlich und ortsgeschichtlich von Bedeutung | 09208964 |
| Direkt Bild zu diesem Denkmal hochladen | Erzkanal | Bräunsdorf (Karte)           | 18. Jahrhundert (Erzwäsche) | 3 km langer Kanal zum Transport der Erze zur unteren Wäsche der Neue Hoffnung Gottes Fundgrube, bergbaugeschichtlich und technikgeschichtlich von Bedeutung | 09209024 |
| Direkt Bild zu diesem Denkmal hochladen | Wegestein | Kleinschirma (Karte)         | 19. Jahrhundert (Wegestein) | verkehrsgeschichtlich von Bedeutung | 09209072 |
| Direkt Bild zu diesem Denkmal hochladen | Wegestein | Kleinschirma (Karte)         | 1. Hälfte 20. Jahrhundert (Wegestein)                                                                                            | verkehrsgeschichtlich von Bedeutung | 09209067 |
| Direkt Bild zu diesem Denkmal hochladen | Wegestein | Kleinschirma                 | bezeichnet 1791 (Wegestein) | verkehrsgeschichtlich von Bedeutung | 09209066 |
| Weitere Bilder                          | Wegestein | Kleinschirma (Karte)         | 19. Jahrhundert (Wegestein) | mit Richtungsangaben, verkehrsgeschichtlich von Bedeutung | 09209116 |
| Direkt Bild zu diesem Denkmal hochladen | Mittelmühle | Kleinschirma (Karte)         | bezeichnet 1835 (Mühle) | Mühle; regionaltypischer Fachwerkbau, baugeschichtlich, ortsgeschichtlich und technikgeschichtlich von Bedeutung | 09209077 |
| Direkt Bild zu diesem Denkmal hochladen | Dietz-Mühle | Langhennersdorf (Karte)      | um 1800 (Mühle) | Mühle; zwei originale Türstöcke, einer mit Schlussstein und Müllerwappen, baugeschichtlich und technikgeschichtlich von Bedeutung | 09208988 |
| Direkt Bild zu diesem Denkmal hochladen | Schubert-Mühle | Langhennersdorf (Karte)      | bezeichnet 1841 (Mühle) | Mühlengebäude und Seitengebäude eines Mühlenanwesens; Mühle Obergeschoss Fachwerk, Seitengebäude verbretterte Holzkonstruktion, baugeschichtlich und ortsgeschichtlich von Bedeutung | 09208953 |
| Direkt Bild zu diesem Denkmal hochladen | Dorothea Erbstolln | Oberschöna (Karte)           | Mitte 16. Jahrhundert (Halde) | Haldenzug Dorothea Erbstolln mit Halde Müllerschacht, Theodorschacht und Paulschacht; bergbaugeschichtlich und regionalgeschichtlich von Bedeutung (siehe auch Dorfstraße 15, 16 und 17) | 09209111 |
| Direkt Bild zu diesem Denkmal hochladen | Wohnhaus einer ehemaligen Schmiede | Oberschöna (Karte)           | 1670 (Schmiede) | Obergeschoss Fachwerk, baugeschichtlich und ortsgeschichtlich von Bedeutung | 09209090 |
| Direkt Bild zu diesem Denkmal hochladen | Straßenbrücke über die Striegis | Oberschöna (Karte)           | bezeichnet 1888 (Straßenbrücke)                                                                                                  | einbogige Natursteinbrücke, dokumentiert alte Wegestruktur, ortsgeschichtlich von Bedeutung | 09209089 |
| Direkt Bild zu diesem Denkmal hochladen | Straßenbrücke über die Striegis | Oberschöna (Karte)           | um 1800 (Zufahrtsbrücke) | einbogige Natursteinbrücke, dokumentiert alte Wegestruktur, ortsgeschichtlich von Bedeutung | 09209058 |
| Direkt Bild zu diesem Denkmal hochladen | Huthaus und Mundloch | Oberschöna (Karte)           | um 1750 (Huthaus); bezeichnet 1800 (Mundloch)                                                                                    | Huthaus zum Grubenfeld Eherne Schlange und Reste des Mundloches, bergbaugeschichtlich und ortsgeschichtlich von Bedeutung | 09209114 |
| Direkt Bild zu diesem Denkmal hochladen | Mundloch des Hohe Neujahr Erbstolln und Mühlgrabenüberwölbung                                                                                                | Oberschöna (Karte)           | 16./17. Jahrhundert (Mundloch)                                                                                                   | bergbaugeschichtlich von Bedeutung | 09209112 |
| Direkt Bild zu diesem Denkmal hochladen | Hohe Neujahr Erbstolln | Oberschöna (Karte)           | 18. Jahrhundert (Halde) | Halde des Hohe Neujahr Erbstolln; bergbaugeschichtlich von Bedeutung | 09209115 |
| Direkt Bild zu diesem Denkmal hochladen | Trafohäuschen; Überlandstromverband Freiberg (ehem.) | Oberschöna (Karte)           | 1912 (Transformatorenstation) | Transformatorenhäuschen; außer Betrieb, aber in gutem Originalzustand, ortsbildprägendes Gebäude in Fachwerkbauweise, als Zeugnis der frühen Elektrifizierung des Freiberger Raumes von regional- und technikgeschichtlicher Bedeutung | 09209084 |
| Direkt Bild zu diesem Denkmal hochladen | Straßenbrücke über die Striegis | Oberschöna (Karte)           | 19. Jahrhundert (Straßenbrücke)                                                                                                  | einbogige Natursteinbrücke, dokumentiert alte Wegestruktur, ortsgeschichtlich von Bedeutung | 09209083 |
| Direkt Bild zu diesem Denkmal hochladen | Unverhoffter Segen Gottes Erbstolln (ehem.); Dorothea Erbstolln (ehem.); Zenith Fundgrube                                                                    | Oberschöna (Karte)           | 1859 (Huthaus) | Huthaus der Grube Dorothea Erbstolln; als Zeugnis der bedeutendsten Silbererzgrube Oberschönas von bergbaugeschichtlicher Bedeutung | 09209086 |
| Direkt Bild zu diesem Denkmal hochladen | Unverhoffter Segen Gottes Erbstolln (ehem.); Dorothea Erbstolln (ehem.); Zenith Fundgrube; Dampflokomobile Holzwarenfabrik u. Holzbiegerei Herbert Abendroth | Oberschöna (Karte)           | 18.–19. Jahrhundert (Bergbauanlagenteil); 1858/1859 (Stoßherdwäsche); 1859 (Gebäude); 1790–1792 (Radstube); um 1910 (Lokomobile) | Untertägige Schachtanlage der Grube Unverhoffter Segen Gottes Erbstolln (später Dorothea Erbstolln und Zenith Fundgrube) mit gemauerter Radstube, Erzabbauen, Abzugsrösche und Mundloch, Erzwäsche der Grube Dorothea Erbstolln mit Aufschlagund Abzugsgraben sowie Lanz-Dampflokomobile der ehemaligen Holzwarenfabrik und Holzbiegerei Herbert Abendroth; Radstube heute Bergbau-Schauanlage, als Zeugnisse der bedeutendsten Silbererzgrube Oberschönas von großem bergbaugeschichtlichen und technikgeschichtlichen Wert | 09209087 |
| Direkt Bild zu diesem Denkmal hochladen | Wohnhaus und angebaute Mühle mit technischer Ausstattung | Oberschöna (Karte)           | 1830 (Mühle) | straßenbildprägendes Gehbäudeensemble, baugeschichtlich, ortsgeschichtlich und technikgeschichtlich von Bedeutung | 09209092 |
| Direkt Bild zu diesem Denkmal hochladen | Straßenbrücke über den Oberreichenbacher Bach | Oberschöna (Karte)           | 19. Jahrhundert (Straßenbrücke)                                                                                                  | einbogige Natursteinbrücke, dokumentiert alte Wegestruktur, ortsgeschichtlich von Bedeutung | 09209093 |
| Direkt Bild zu diesem Denkmal hochladen | Gutsbrauerei (ehem.) | Oberschöna (Karte)           | bezeichnet 1805 (Gutsbrauerei)                                                                                                   | Brauerei; von ortshistorischer Bedeutung, bildprägender Baukörper | 09209095 |
| Direkt Bild zu diesem Denkmal hochladen | Trafohäuschen; Überlandstromverband Freiberg (ehem.) | Oberschöna (Karte)           | 1912 (Transformatorenstation) | Transformatorenhäuschen; außer Betrieb, aber in gutem Originalzustand, ortsbildprägendes Gebäude in Fachwerkbauweise, als Zeugnis der frühen Elektrifizierung des Freiberger Raumes von regional- und technikgeschichtlicher Bedeutung | 09209108 |
| Direkt Bild zu diesem Denkmal hochladen | Bahnwärterhaus und Nebengebäude | Wegefarth (Karte)            | 2. Hälfte 19. Jahrhundert (Bahnwärterhaus)                                                                                       | direkt an der Bahnlinie stehende Gebäude in zeittypischer Klinkerbauweise, eisenbahngeschichtlich von Bedeutung | 09209065 |
| Direkt Bild zu diesem Denkmal hochladen | Oberer Kunstgraben; Neue Hoffnung Gottes Fundgrube | Wegefarth (Karte)            | um 1800 (Kunstgraben); um 1800 (Rösche)                                                                                          | Kunstgraben und Röschen der Neuen Hoffnung Gottes Fundgrube; als wasserbauliche Anlage der größten Silbererzgrube im Striegistal von großer bergbaugeschichtlicher Bedeutung für die Region | 09209064 |
| Direkt Bild zu diesem Denkmal hochladen | Schafbrücke | Wegefarth (Karte)            | 19. Jahrhundert (Brücke) | Brücke; alte Steinbogenbrücke, dokumentiert alte Wegestruktur, verkehrsgeschichtlich von Bedeutung | 09209059 |
| Direkt Bild zu diesem Denkmal hochladen | Steinbogenbrücke über die Striegis | Wegefarth (Karte)            | Mitte 19. Jahrhundert (Straßenbrücke)                                                                                            | einbogige Natursteinbrücke, dokumentiert alte Wegestruktur, ortsgeschichtlich von Bedeutung | 09209053 |
| Weitere Bilder                          | Wegefarther Viadukt | Wegefarth (Karte)            | 1866–1868 (Viadukt) | Eisenbahnbrücke über das Striegistal; Steinbogenbrücke mit 17 Bögen auf der Linie zwischen Freiberg und Oederan, eisenbahngeschichtlich, verkehrsgeschichtlich und landschaftsgestaltend von Bedeutung | 09209054 |
| Direkt Bild zu diesem Denkmal hochladen | Steinbogenbrücke über die Striegis | Wegefarth (Karte)            | 19. Jahrhundert (Straßenbrücke)                                                                                                  | einbogige Natursteinbrücke, dokumentiert alte Wegestruktur, ortsgeschichtlich von Bedeutung | 09209050 |
| Direkt Bild zu diesem Denkmal hochladen | Teichmann-Mühle | Wegefarth (Karte)            | 19. Jahrhundert (Mühle); 1. Hälfte 19. Jahrhundert (Müllerwohnhaus); 1. Hälfte 19. Jahrhundert (Scheune)                         | Mahlmühlengebäude, Müllerwohnhaus und Scheune eines Mühlenanwesens; frühe Industrieanlage, baugeschichtlich, ortsgeschichtlich und technikgeschichtlich von Bedeutung | 09208885 |

## Oederan, Stadt
| Bild                                    | Bezeichnung | Lage               | Datierung | Beschreibung | ID       |
| --------------------------------------- | --- | ------------------ | --- | --- | -------- |
|                                         | Sachgesamtheit Königlich Sächsische Triangulierung (»Europäische Gradmessung im Königreich Sachsen«); Station 13 Udohöhe                                       | Börnichen (Karte)  | bezeichnet 1867 (Triangulationssäule) | Triangulationsstein; Station 1. Ordnung (seit 1963), versetzt, vermessungsgeschichtlich und technikgeschichtlich von Bedeutung | 09304510 |
| Direkt Bild zu diesem Denkmal hochladen | Ehemalige Getreidemühle | Breitenau (Karte)  | um 1860 (Getreidemühle) | mächtiger, das Landschaftsbild prägender Putzbau von ortsgeschichtlicher und technikgeschichtlicher Bedeutung | 09303682 |
| Direkt Bild zu diesem Denkmal hochladen | Wohnhaus, ehemalige Scheune (giebelständig an der Straße stehend -Nr. 95) und ehemaliges Sozialgebäude, heute Wohnhaus (Nr. 95a) der ehemaligen Nähfadenfabrik | Breitenau (Karte)  | um 1900 (neues Wohnhaus); um 1850 (Fabrikgebäude), heute Wohnhaus Str. d. Fri                                                                       | letzte gut erhaltene Bestandteile einer ursprünglich für die industrielle Entwicklung Oederans und seiner Umgebung maßgeblichen Textilfabrik, von ortsgeschichtlicher und industriegeschichtlicher Bedeutung (Fabrikgebäude mit Dachreiter, Straße des Friedens 91 wurde 2011 aufgrund ihres zunehmenden Verfalls aus der Denkmalliste gestrichen) | 09240636 |
| Direkt Bild zu diesem Denkmal hochladen | Neuer Segen Gottes Erbstolln zu Kirchbach | Kirchbach (Karte)  | 18. Jahrhundert (Huthaus) | Huthaus und zwei Halden des Neuen Segen Gottes Erbstolln; von bergbaugeschichtlicher, ortshistorischer und landschaftsbildprägender Bedeutung | 09240784 |
| Direkt Bild zu diesem Denkmal hochladen | Ehemalige Schmiede mit Schauer, heute Wohnhaus | Memmendorf (Karte) | um 1800 (Wohnhaus) | charakteristisches, sehr altes Fachwerkhaus von sozialgeschichtlicher und baugeschichtlicher Bedeutung | 09240790 |
| Direkt Bild zu diesem Denkmal hochladen | Bahnwärterhaus | Memmendorf (Karte) | um 1870 (Bahnwärterhaus) | weitgehend original erhaltener Typenbau von verkehrshistorischer Bedeutung | 09240795 |
| Direkt Bild zu diesem Denkmal hochladen | Bahnhof Oederan | Oederan (Karte)    | 1869 (Empfangsgebäude) | Empfangsgebäude; authentisch erhaltenes Bahnhofsgebäude aus den Anfängen der sächsischen Eisenbahngeschichte von großer verkehrsgeschichtlicher Bedeutung | 09240968 |
| Direkt Bild zu diesem Denkmal hochladen | Alterfil Nähfadenfabrik; Nähfadenfabrik Erwin Kabis (ehem.) | Oederan (Karte)    | 1909 (Verwaltungsgebäude); 1909 (Fabrikgebäude); 1921–1926 (Einfriedung); vermutlich 1921–1926 (Fabrikpark/Werksgarten); 1921–1926 (Gartenpavillon) | Nähfadenfabrik Oederan mit Verwaltungs- und Fabrikationsgebäude (Hauptgebäude an der Bahnhofstraße), Einfriedung mit Tor und Zaunsgittern, Parkanlage vor der Fabrik mit Pavillon (Gartendenkmal) und Gedenktafel für ehemalige Häftlinge der Außenstelle des KZ Flossenburg, die 1944/45 im Betrieb inhaftiert waren; architektonisch qualitätvolle Fabrikanlage von baugeschichtlicher, baukünstlerischer, regionalgeschichtlicher und städtebaulicher Bedeutung | 09240971 |
| Direkt Bild zu diesem Denkmal hochladen | Ehemaliges Manufakturgebäude (Tuchweberei, später auch Stuhlfabrik), heute Wohnhaus                                                                            | Oederan (Karte)    | bezeichnet 1835 (Tuchfabrik) | frühes Fabrikgebäude in sehr gutem Originalzustand von großer industriegeschichtlicher und baugeschichtlicher Bedeutung | 09240956 |
| Direkt Bild zu diesem Denkmal hochladen | Kursächsische Postmeilensäulen (Sachgesamtheit) | Oederan (Karte)    | 1722 (Halbmeilensäule); 1722 (Sachgesamtheitsbestandteil)                                                                                           | Postmeilensäule; Halbmeilensäule, verkehrsgeschichtlich von Bedeutung | 09241024 |
| Direkt Bild zu diesem Denkmal hochladen | DIE WEBEREI Museum Oederan -Sammlungsbestandteil Maschinenausstattung Weberei Reißig                                                                           | Oederan (Karte)    | 19. Jahrhundert und 20. Jahrhundert (Webstuhl) | Sammlung von Handwebstühlen und Textilmaschinen der ehemaligen Oederaner Weberei Reißig, später Sunon; funktionsfähige, vollständig erhaltene Werkstattausstattung von technikgeschichtlicher und stadtgeschichtlicher Bedeutung | 09244191 |
| Direkt Bild zu diesem Denkmal hochladen | Feuerwache und Schlauchturm | Wingendorf (Karte) | um 1925/1930 (Feuerwache) | in sehr gutem Originalzustand erhaltene dörfliche Feuerwache von baugeschichtlichem und ortsgeschichtlichem Wert | 09303557 |
| Direkt Bild zu diesem Denkmal hochladen | Fiedler’sche Streichgarnspinnerei | Wingendorf (Karte) | 1816 bezeichnet (straßenseitiges Gebäude) | Drei Fabrikgebäude sowie ein Verwaltungsgebäude mit Kraftzentrale und Schornstein; umfangreich erhaltenes Ensemble einer der frühesten sächsischen Spinnereien, von großer industriegeschichtlicher und ortshistorischer sowie ortsbildprägender Bedeutung | 09304677 |

## Penig, Stadt
| Bild                                    | Bezeichnung                                                                | Lage                                                 | Datierung | Beschreibung | ID       |
| --------------------------------------- | -------------------------------------------------------------------------- | ---------------------------------------------------- | --- | --- | -------- |
| Direkt Bild zu diesem Denkmal hochladen | Wasserkraftwerk Bibermühle                                                 | Amerika                                              | 1934/1935 (Wasserkraftwerk)                                                                                     | Wasserkraftwerk als Zusatzanlage für Industriebetriebe in Amerika, mit Wärterhaus (mit Pergola), Turbinenhaus (mit Laufkatze von Unruh & Liebig), Fischbauchklappwehr mit geschmiedeter Kette und Zulauf; einzigartige Anlage aus den 1930er Jahren von großer technikgeschichtlicher Bedeutung | 08961773 |
| Direkt Bild zu diesem Denkmal hochladen | Wehranlage mit Wehr, Wehrgraben und Uferbefestigung an der Zwickauer Mulde | Amerika                                              | 1930er-Jahre (Wehr); um 1900 (Uferbefestigung)                                                                  | ortsgeschichtlich und technikgeschichtlich von Bedeutung | 08960542 |
| Direkt Bild zu diesem Denkmal hochladen | Baumwollspinnerei Amerika (Sachgesamtheit)                                 | Amerika (Karte)                                      | 1836 (Spinnerei); 1910/1911 (Turbinenhaus); 1870 (Schlosserei und Schmiede)                                     | Einzeldenkmale der Sachgesamtheit Baumwollspinnerei Amerika: Turbinenhalle (Nr. 6), Spinnmühle (Nr. 7) und Werkstattgebäude mit Schlosserei und Schmiede sowie Mühlgraben mit Uferbefestigung (siehe auch Sachgesamtheitsliste -Obj. 08961078); als Teil der ehem. Industriekolonie von ortshistorischer, sozialgeschichtlicher und technikgeschichtlicher Bedeutung | 08961080 |
| Direkt Bild zu diesem Denkmal hochladen | Feilenhauerei Bruno Bannat                                                 | Amerika                                              | 19. Jahrhundert (Technische Ausstattung)                                                                        | Feilenhauerei mit technischer Ausstattung; älteste und einzige vollständig erhaltene Feilenhauerei Deutschlands mit Maschinen, Werkzeugen und Ausstattung, heute im hinteren Gebäudeteil der Werkstatt mit Schlosserei und Schmiede 158K der Stahlbau Steinbrunner museal untergebracht (ehemals Penig, Thierbacher Straße 4/Hofgebäude), industriegeschichtlich und technikgeschichtlich von Bedeutung | 08961770 |
| Direkt Bild zu diesem Denkmal hochladen | Muldentalbahn (Sachgesamtheit); Haltepunkt Amerika                         | Amerika (Karte)                                      | 1899 (Empfangsgebäude); um 1900 (Telegrafenmaste); 1875 (Güterschuppen)                                         | Einzeldenkmal in der o. g. Sachgesamtheit: Empfangsgebäude und Güterschuppen sowie Telegrafenmasten; (siehe Sachgesamtheitsliste -Obj. 09306181), Güterschuppen aus der Entstehungszeit (1875) der Eisenbahnstrecke Glauchau-Wurzen (Muldentalbahn) und Empfangsgebäude aus Backstein von 1899 mit Bahnsteigüberdachung, ursprünglich nur als Haltestelle für den Güterverkehr des Industriestandorts angelegt, später zum Bahnhof erweitert, im industriegeschichtlichen Kontext der 1835 gegründeten Fabriksiedlung Amerika von großer ortsgeschichtlicher und eisenbahngeschichtlicher Bedeutung | 08961064 |
| Direkt Bild zu diesem Denkmal hochladen | Muldentalbahn (Sachgesamtheit)                                             | Amerika (Karte)                                      | 1875 (Bahnkörper)                                                                                               | Sachgesamtheitsbestandteil der Sachgesamtheit Muldentalbahn, Teilabschnitt Penig, OT Amerika mit dem Einzeldenkmal Haltepunkt Amerika (siehe Einzeldenkmalliste -Obj. 08961064, siehe auch Sachgesamtheitsliste -Obj. 09306181); Sachgesamtheit mit allen Bahnanlagen, darunter Gleisanlagen mit Unterund Oberbau, Streckenkilometrierung, Fernmeldeund Signalanlagen, Bahnstationen einschließlich aller Funktionsbauten, Wärterhäuschen, Brücken und Durchlässen in den Gemeinden Glauchau, Stadt (OT Glauchau, Kleinbernsdorf, Reinholdshain), Limbach-Oberfrohna, Stadt (OT Wolkenburg-Kaufungen), Remse (OT Remse), Waldenburg (OT Niederwinkel, Oberwinkel, Waldenburg), Lunzenau, Stadt (OT Lunzenau, Cossen, Rochsburg), Penig, Stadt (OT Markersdorf, Penig, Amerika, Arnsdorf, Thierbach, Zinnberg), Rochlitz, Stadt (OT Penna, Rochlitz), Seelitz (OT Fischheim, Seelitz, Biesern, Steudten), Colditz (OT Colditz, Lastau, Möseln, Sermuth, Zschetzsch), Grimma, Stadt (OT Großbothen), für die Industrieentwicklung des Muldentals wichtige und landschaftsbildende prägende Normalspurbahn, wirtschaftsgeschichtlich, eisenbahngeschichtlich, landschaftsgestaltend sowie regionalgeschichtlich von Bedeutung | 09306202 |
| Direkt Bild zu diesem Denkmal hochladen | Pförtnerhäuschen einer ehemaligen Textilfabrik und Torpfeiler              | Amerika (Karte)                                      | um 1900 (Pförtnerhaus)                                                                                          | ortsgeschichtlich von Bedeutung | 08961065 |
| Direkt Bild zu diesem Denkmal hochladen | Verwaltungsgebäude einer ehemaligen Textilfabrik                           | Amerika (Karte)                                      | um 1900 (Verwaltungsgebäude)                                                                                    | Bestandteil der Kolonie, Fachwerkbau aus der Zeit um 1900 mit weitem Dachüberstand, baugeschichtlich und ortsgeschichtlich von Bedeutung | 08961066 |
| Direkt Bild zu diesem Denkmal hochladen | Lager und Verkaufsgebäude einer ehemaligen Textilfabrik                    | Amerika (Karte)                                      | um 1890 (Lagerhaus)                                                                                             | lang gestreckter Putzbau mit Satteldach und mittigem Dachreiter mit Uhr, baugeschichtlich und ortsgeschichtlich von Bedeutung | 08961067 |
| Direkt Bild zu diesem Denkmal hochladen | Muldentalbahn (Sachgesamtheit); Eisenbahndamm                              | Arnsdorf (Karte)                                     | 1875 (Bahnkörper)                                                                                               | Einzeldenkmal in der o. g. Sachgesamtheit: Eisenbahndamm; (siehe Sachgesamtheitsliste -Obj. 09306181), Bahndamm der Muldentalbahn zwischen km 22, 2 und 22, 4 westlich des Bahnhofes Amerika mit Pflasterböschung zum Prallhang der Mulde, exponierte Streckenführung mit optimaler Anpassung an den Landschaftsraum, verkehrsgeschichtlich, technikgeschichtlich und eisenbahngeschichtlich von Bedeutung | 09306142 |
| Direkt Bild zu diesem Denkmal hochladen | Brunnen                                                                    | Arnsdorf (Karte)                                     | 19. Jahrhundert (Brunnen)                                                                                       | auf Feldflur gelegener Brunnen mit aus Feldsteinen gemauerter Abdeckung, baugeschichtlich und sozialgeschichtlich von Bedeutung | 08961087 |
| Direkt Bild zu diesem Denkmal hochladen | Transformatorenhäuschen                                                    | Arnsdorf (Karte)                                     | um 1920 (Transformatorenstation)                                                                                | für die Gegend typisches Transformatorengebäude, Zeugnis der Elektrifizierung Sachsens, technikgeschichtlich bedeutsam | 08961056 |
| Direkt Bild zu diesem Denkmal hochladen | Muldentalbahn (Sachgesamtheit); Bahnwärterhäuschen;                        | Arnsdorf (Karte)                                     | 1875 (Bahnwärterhaus)                                                                                           | Einzeldenkmal in der o. g. Sachgesamtheit: Bahnwärterhaus; (siehe Sachgesamtheitsliste -Obj. 09306181), Typenbau, weitestgehend original erhalten, bei km 21, 4 der Eisenbahnstrecke Glauchau-Wurzen (Muldentalbahn), eisenbahngeschichtlich und verkehrsgeschichtlich von Bedeutung | 09306141 |
| Direkt Bild zu diesem Denkmal hochladen | Muldentalbahn (Sachgesamtheit)                                             | Arnsdorf (Karte)                                     | 1875 (Straßenbrücke)                                                                                            | Sachgesamtheitsbestandteil der Sachgesamtheit Muldentalbahn, Teilabschnitt Penig, OT Arnsdorf mit den Einzeldenkmalen: Eisenbahndamm (siehe Einzeldenkmalliste -Obj. 09306142) und Bahnwärterhäuschen (siehe Einzeldenkmalliste -Obj. 09306141) sowie dem Sachgesamtheitsteil Straßenbrücke (siehe auch Sachgesamtheitsliste -Obj. 09306181); Sachgesamtheit mit allen Bahnanlagen, darunter Gleisanlagen mit Unterund Oberbau, Streckenkilometrierung, Fernmeldeund Signalanlagen, Bahnstationen einschließlich aller Funktionsbauten, Wärterhäuschen, Brücken und Durchlässen in den Gemeinden Glauchau, Stadt (OT Glauchau, Kleinbernsdorf, Reinholdshain), Limbach-Oberfrohna, Stadt (OT Wolkenburg-Kaufungen), Remse (OT Remse), Waldenburg (OT Niederwinkel, Oberwinkel, Waldenburg), Lunzenau, Stadt (OT Lunzenau, Cossen, Rochsburg), Penig, Stadt (OT Markersdorf, Penig, Amerika, Arnsdorf, Thierbach, Zinnberg), Rochlitz, Stadt (OT Penna, Rochlitz), Seelitz (OT Fischheim, Seelitz, Biesern, Steudten), Colditz (OT Colditz, Lastau, Möseln, Sermuth, Zschetzsch), Grimma, Stadt (OT Großbothen), für die Industrieentwicklung des Muldentals wichtige und landschaftsbildende prägende Normalspurbahn, wirtschaftsgeschichtlich, eisenbahngeschichtlich, landschaftsgestaltend sowie regionalgeschichtlich von Bedeutung | 09306140 |
| Direkt Bild zu diesem Denkmal hochladen | Muldentalbahn (Sachgesamtheit)                                             | Markersdorf (Karte)                                  | 1875 (Durchlass)                                                                                                | Sachgesamtheitsbestandteil der Sachgesamtheit Muldentalbahn, Teilabschnitt Penig, OT Markersdorf mit dem Sachgesamtheitsteil Durchlass (siehe auch Sachgesamtheitsliste -Obj. 09306181); Sachgesamtheit mit allen Bahnanlagen, darunter Gleisanlagen mit Unterund Oberbau, Streckenkilometrierung, Fernmeldeund Signalanlagen, Bahnstationen einschließlich aller Funktionsbauten, Wärterhäuschen, Brücken und Durchlässen in den Gemeinden Glauchau, Stadt (OT Glauchau, Kleinbernsdorf, Reinholdshain), Limbach-Oberfrohna, Stadt (OT Wolkenburg-Kaufungen), Remse (OT Remse), Waldenburg (OT Niederwinkel, Oberwinkel, Waldenburg), Lunzenau, Stadt (OT Lunzenau, Cossen, Rochsburg), Penig, Stadt (OT Markersdorf, Penig, Amerika, Arnsdorf, Thierbach, Zinnberg), Rochlitz, Stadt (OT Penna, Rochlitz), Seelitz (OT Fischheim, Seelitz, Biesern, Steudten), Colditz (OT Colditz, Lastau, Möseln, Sermuth, Zschetzsch), Grimma, Stadt (OT Großbothen), für die Industrieentwicklung des Muldentals wichtige und landschaftsbildende prägende Normalspurbahn, wirtschaftsgeschichtlich, eisenbahngeschichtlich, landschaftsgestaltend sowie regionalgeschichtlich von Bedeutung | 09306133 |
| Direkt Bild zu diesem Denkmal hochladen | Viadukt Nirkendorf; Bahnstrecke Altenburg–Langenleuba-Oberhain             | Niedersteinbach (Karte)                              | 1870er-Jahre (Eisenbahnbrücke)                                                                                  | Eisenbahnviadukt; Bahnstrecke Altenburg-Langenleuba-Oberhain, siebenbogige verputzte Steinbrücke mit Klinkerzierelementen, landschaftsprägend, baugeschichtlich, technikgeschichtlich und eisenbahngeschichtlich von Bedeutung | 08955399 |
| Direkt Bild zu diesem Denkmal hochladen | Wegestein                                                                  | Niedersteinbach (Karte)                              | 19. Jahrhundert (Wegestein)                                                                                     | mit Richtungsangaben nach Ober- und Niedersteinbach und Markersdorf, Höhe ca. 60 cm, Porphyr, verkehrsgeschichtlich von Bedeutung | 08955408 |
| Direkt Bild zu diesem Denkmal hochladen | Viadukt Obergräfenhain                                                     | Obergräfenhain (Karte)                               | 1870er Jahre (Eisenbahnbrücke)                                                                                  | Viadukt; eisenbahngeschichtlich von Bedeutung | 08955467 |
| Direkt Bild zu diesem Denkmal hochladen | Wegestein                                                                  | Obergräfenhain (Karte)                               | bezeichnet 1839 (Wegestein)                                                                                     | Porphyr, gegiebelt, mit Zeigegestus in die verschiedenen Richtungen, verkehrsgeschichtlich von Bedeutung | 08955487 |
| Direkt Bild zu diesem Denkmal hochladen | Muldenwehr                                                                 | Penig (Karte)                                        | 1969 (Wehr) | festes Wehr, besteht aus flexiblem, aufblasbarem Gummikörper, erstmals in DDR, 2002 saniert, Einbau Fischtreppe und Inbetriebnahme eines Wasserkraftwerkes, ortsgeschichtlich und technikgeschichtlich von Bedeutung | 09235472 |
| Direkt Bild zu diesem Denkmal hochladen | Königlich-Sächsische Meilensteine (Sachgesamtheit)                         | Penig                                                | nach 1858 (Halbmeilenstein)                                                                                     | Meilenstein; Halbmeilenstein, verkehrsgeschichtlich von Bedeutung | 09235047 |
| Direkt Bild zu diesem Denkmal hochladen | Muldentalbahn (Sachgesamtheit); Eisenbahndamm                              | Penig (Karte)                                        | 1875 (Bahnkörper)                                                                                               | Einzeldenkmal in der o. g. Sachgesamtheit: Eisenbahndamm; (siehe Sachgesamtheitsliste -Obj. 09306181), Futtermauer des Muldentalbahndammes zur Mulde hin zwischen Bahnkilometer 21, 2 und 21, 4; exponierte landschaftsprägende Trassierung, eisenbahngeschichtlich und verkehrsgeschichtlich von Bedeutung | 09306139 |
| Direkt Bild zu diesem Denkmal hochladen | Muldentalbahn (Sachgesamtheit)                                             | Penig (Karte)                                        | 1875 (Durchlass); 2000 (um)                                                                                     | Sachgesamtheitsbestandteil der Sachgesamtheit Muldentalbahn, Teilabschnitt Penig, OT Penig mit den Einzeldenkmalen: Eisenbahndamm (siehe Einzeldenkmalliste -Obj. 09306139), Bahnhof Penig Eisenbahndamm (siehe Einzeldenkmalliste -Obj. 09235148), Eisenbahnbrücke (siehe Einzeldenkmalliste -Obj. 09306138), Eisenbahndamm (siehe Einzeldenkmalliste -Obj. 09306120), Signalanlage (siehe Einzeldenkmalliste -Obj. 09306134) sowie den Sachgesamtheitsteilen zwei Eisenbahnbrücken (siehe auch Sachgesamtheitsliste -Obj. 09306181); Sachgesamtheit mit allen Bahnanlagen, darunter Gleisanlagen mit Unterund Oberbau, Streckenkilometrierung, Fernmeldeund Signalanlagen, Bahnstationen einschließlich aller Funktionsbauten, Wärterhäuschen, Brücken und Durchlässen in den Gemeinden Glauchau, Stadt (OT Glauchau, Kleinbernsdorf, Reinholdshain), Limbach-Oberfrohna, Stadt (OT Wolkenburg-Kaufungen), Remse (OT Remse), Waldenburg (OT Niederwinkel, Oberwinkel, Waldenburg), Lunzenau, Stadt (OT Lunzenau, Cossen, Rochsburg), Penig, Stadt (OT Markersdorf, Penig, Amerika, Arnsdorf, Thierbach, Zinnberg), Rochlitz, Stadt (OT Penna, Rochlitz), Seelitz (OT Fischheim, Seelitz, Biesern, Steudten), Colditz (OT Colditz, Lastau, Möseln, Sermuth, Zschetzsch), Grimma, Stadt (OT Großbothen), für die Industrieentwicklung des Muldentals wichtige und landschaftsbildende prägende Normalspurbahn, wirtschaftsgeschichtlich, eisenbahngeschichtlich, landschaftsgestaltend sowie regionalgeschichtlich von Bedeutung | 09306169 |
| Direkt Bild zu diesem Denkmal hochladen | Muldentalbahn (Sachgesamtheit); Bahnhof Penig                              | Penig (Karte)                                        | 1870–1872 (Empfangsgebäude); um 1920 (Bahnwärterhaus); 1908 (Stellwerk); 2. Hälfte 20. Jahrhundert (Formsignal) | Einzeldenkmale in der o. g. Sachgesamtheit: Empfangsgebäude, Güterschuppen, zwei Stellwerken, Bahnübergang, drei Hauptsignalen, Gleisanlage, Bahnwärterhäuschen des Bahnhofs Penig; (siehe Sachgesamtheitsliste -Obj. 09306181), Eisenbahnstrecke Glauchau-Wurzen (Muldentalbahn), km 18, 505, regionalgeschichtlich und verkehrsgeschichtlich, technikgeschichtlich von Bedeutung | 09235148 |
| Direkt Bild zu diesem Denkmal hochladen | Muldentalbahn (Sachgesamtheit); Eisenbahnbrücke                            | Penig (Karte)                                        | 1875 (Eisenbahnbrücke)                                                                                          | Einzeldenkmal in der o. g. Sachgesamtheit: Eisenbahnbrücke; (siehe Sachgesamtheitsliste -Obj. 09306181), Rundbogenbrücke mit Stützmauern in Bruchsteinmauerwerk ausgeführt, erbaut am km 19, 222 der Eisenbahnstrecke Glauchau-Wurzen (Muldentalbahn), eisenbahngeschichtlich und technikgeschichtlich von Bedeutung | 09306138 |
|                                         | Kursächsische Postmeilensäulen (Sachgesamtheit)                            | Penig Chemnitzer Straße, Ecke Friedensstraße (Karte) | 1732–1736 (Postdistanzsäule)                                                                                    | Postmeilensäule; Kopie einer Distanzsäule, verkehrsgeschichtlich von Bedeutung | 09235138 |
| Direkt Bild zu diesem Denkmal hochladen | Kellerberge                                                                | Penig (Karte)                                        | | Kellerberge; von stadtgeschichtlicher und bergbautechnischer Bedeutung | 09235123 |
| Direkt Bild zu diesem Denkmal hochladen | Muldentalbahn (Sachgesamtheit); Signalanlage                               | Penig (Karte)                                        | 2. Hälfte 20. Jahrhundert (Signalanlagen)                                                                       | Einzeldenkmal in der o. g. Sachgesamtheit: Signalanlage mit Verbindungseinheit zum Stellwerk; (siehe Sachgesamtheitsliste -Obj. 09306181), Hauptsignal am Eisenbahnkilometer 17, 7, Eisenbahnstrecke Glauchau-Wurzen (Muldentalbahn), verkehrsgeschichtlich und eisenbahngeschichtlich von Bedeutung | 09306134 |
| Direkt Bild zu diesem Denkmal hochladen | Muldentalbahn (Sachgesamtheit); Eisenbahndamm                              | Penig (Karte)                                        | 1875 (Bahnkörper)                                                                                               | Einzeldenkmal in der o. g. Sachgesamtheit: Bahndamm; (siehe Sachgesamtheitsliste -Obj. 09306181), Stützmauer zwischen Bahnkilometer 17, 5 und 17, 7 der Eisenbahnstrecke Glauchau-Wurzen (Muldentalbahn), bossiertes Bruchstein-Mauerwerk mit Strebepfeilern im unteren Bereich, hochliegender exponierter Gleiskörper von imposanter Wirkung, eisenbahngeschichtlich und technikgeschichtlich von Bedeutung | 09306120 |
|                                         | Königlich-Sächsische Meilensteine (Sachgesamtheit)                         | Penig Reitzenhainer Straße (bei) 17 (Karte)          | nach 1858 (Ganzmeilenstein)                                                                                     | Meilenstein; versetzter, bearbeiteter originaler Stationsstein mit Nachbildung einer Krone, grob behauener Sandstein, verkehrsgeschichtlich von Bedeutung | 09235171 |
| Direkt Bild zu diesem Denkmal hochladen | Transformatorenstation                                                     | Penig (Karte)                                        | um 1920 (Transformatorenstation)                                                                                | Zeugnis der Elektrifizierung des Ortes, ortsgeschichtlich von Bedeutung | 09300131 |
|                                         | Muldentalbahn (Sachgesamtheit); Haltepunkt Thierbach-Zinnberg              | Thierbach (Karte)                                    | um 1910 (Wartehalle)                                                                                            | Einzeldenkmal in der o. g. Sachgesamtheit: Haltepunkt Thierbach-Zinnberg mit Haltesignal; (siehe Sachgesamtheitsliste -Obj. 09306181), Wartehäuschen, Eisenbahnkilometer 16, 51, eisenbahngeschichtlich und technikgeschichtlich von Bedeutung | 09306119 |
| Direkt Bild zu diesem Denkmal hochladen | Muldentalbahn (Sachgesamtheit)                                             | Thierbach (Karte)                                    | 1875 (Bahnkörper)                                                                                               | Sachgesamtheitsbestandteil der Sachgesamtheit Muldentalbahn, Teilabschnitt Penig, OT Thierbach mit dem Einzeldenkmal: Haltepunkt Thierbach-Zinnberg mit Haltesignal (siehe Einzeldenkmalliste -Obj. 09306119, siehe auch Sachgesamtheitsliste -Obj. 09306181); Sachgesamtheit mit allen Bahnanlagen, darunter Gleisanlagen mit Unterund Oberbau, Streckenkilometrierung, Fernmeldeund Signalanlagen, Bahnstationen einschließlich aller Funktionsbauten, Wärterhäuschen, Brücken und Durchlässen in den Gemeinden Glauchau, Stadt (OT Glauchau, Kleinbernsdorf, Reinholdshain), Limbach-Oberfrohna, Stadt (OT Wolkenburg-Kaufungen), Remse (OT Remse), Waldenburg (OT Niederwinkel, Oberwinkel, Waldenburg), Lunzenau, Stadt (OT Lunzenau, Cossen, Rochsburg), Penig, Stadt (OT Markersdorf, Penig, Amerika, Arnsdorf, Thierbach, Zinnberg), Rochlitz, Stadt (OT Penna, Rochlitz), Seelitz (OT Fischheim, Seelitz, Biesern, Steudten), Colditz (OT Colditz, Lastau, Möseln, Sermuth, Zschetzsch), Grimma, Stadt (OT Großbothen), für die Industrieentwicklung des Muldentals wichtige und landschaftsbildende prägende Normalspurbahn, wirtschaftsgeschichtlich, eisenbahngeschichtlich, landschaftsgestaltend sowie regionalgeschichtlich von Bedeutung | 09306204 |
| Weitere Bilder                          | Alte Mühle                                                                 | Thierbach (Karte)                                    | 1860–1870 (Mühle); 1881/1882 (Turbinenhaus)                                                                     | Mühle und Turbinenhaus; mächtiger Baukörper am Ufer der Zwickauer Mulde, baugeschichtlich, ortsgeschichtlich und technikgeschichtlich von Bedeutung | 08960933 |
| Direkt Bild zu diesem Denkmal hochladen | Muldentalbahn (Sachgesamtheit); Eisenbahnbrücke                            | Zinnberg (Karte)                                     | 1875 (Eisenbahnbrücke)                                                                                          | Einzeldenkmal in der o. g. Sachgesamtheit: Eisenbahnbrücke; (siehe Sachgesamtheitsliste -Obj. 09306181), parallelgurtige Stahlbalkenbrücke der Eisenbahnstrecke Glauchau-Penig (Muldentalbahn), km 15, 7 bis 15, 8, als Vollwandträgerbrücke in Nietkonstruktion ausgeführt, auf zwei Stützpfeilern die Zwickauer Mulde überspannend, exponierte Lage, technikgeschichtlich und verkehrsgeschichtlich von Bedeutung | 09306117 |
| Direkt Bild zu diesem Denkmal hochladen | Muldentalbahn (Sachgesamtheit)                                             | Zinnberg (Karte)                                     | 1875 (Bahnkörper)                                                                                               | Sachgesamtheitsbestandteil der Sachgesamtheit Muldentalbahn, Teilabschnitt Penig, OT Zinnberg mit dem Einzeldenkmal Eisenbahnbrücke (siehe Einzeldenkmalliste -Obj. 09306117, siehe auch Sachgesamtheitsliste -Obj. 09306181); Sachgesamtheit mit allen Bahnanlagen, darunter Gleisanlagen mit Unterund Oberbau, Streckenkilometrierung, Fernmeldeund Signalanlagen, Bahnstationen einschließlich aller Funktionsbauten, Wärterhäuschen, Brücken und Durchlässen in den Gemeinden Glauchau, Stadt (OT Glauchau, Kleinbernsdorf, Reinholdshain), Limbach-Oberfrohna, Stadt (OT Wolkenburg-Kaufungen), Remse (OT Remse), Waldenburg (OT Niederwinkel, Oberwinkel, Waldenburg), Lunzenau, Stadt (OT Lunzenau, Cossen, Rochsburg), Penig, Stadt (OT Markersdorf, Penig, Amerika, Arnsdorf, Thierbach, Zinnberg), Rochlitz, Stadt (OT Penna, Rochlitz), Seelitz (OT Fischheim, Seelitz, Biesern, Steudten), Colditz (OT Colditz, Lastau, Möseln, Sermuth, Zschetzsch), Grimma, Stadt (OT Großbothen), für die Industrieentwicklung desMuldentals wichtige und landschaftsbildende prägende Normalspurbahn, wirtschaftsgeschichtlich, eisenbahngeschichtlich, landschaftsgestaltend sowie regionalgeschichtlich von Bedeutung | 09306205 |
| Direkt Bild zu diesem Denkmal hochladen | Kollergang                                                                 | Penig (Karte)                                        | 1. Hälfte 20. Jh. (Kollergang)                                                                                  | Kollergang (ein zweiter Kollergang am Eingang der Papierfabrik Penig Flinschstraße 7-11 aufgestellt, siehe Obj. 09235053); ehem. zur technischen Ausstattung der Patentpapierfabrik Penig gehörig, technikgeschichtlich und ortsgeschichtlich von Bedeutung | 09306875 |

## Rechenberg-Bienenmühle
| Bild                                    | Bezeichnung | Lage                           | Datierung                                                                           | Beschreibung | ID       |
| --------------------------------------- | --- | ------------------------------ | ----------------------------------------------------------------------------------- | --- | -------- |
| Direkt Bild zu diesem Denkmal hochladen | Halde König David Schacht | Clausnitz (Karte)              | 16. Jahrhundert (Halde)                                                             | Halde des König-David-Schachtes; Kupfersilberbergbau, sehr alte und gut erhaltene Halde, wichtiges Objekt der regionalen Bergbaugeschichte, von ortshistorischer Bedeutung | 08990926 |
| Direkt Bild zu diesem Denkmal hochladen | Brücke über die Rachel | Clausnitz (Karte)              | rekonstr. 1997 (Straßenbrücke)                                                      | einbogige Natursteinbrücke, baugeschichtlich von Bedeutung | 08990774 |
| Direkt Bild zu diesem Denkmal hochladen | Schafsbrücke | Clausnitz (Karte)              | 17. Jahrhundert (Straßenbrücke)                                                     | Brücke über die Rachel; Bogenbrücke aus Naturstein, baugeschichtlich von Bedeutung | 08990773 |
| Direkt Bild zu diesem Denkmal hochladen | Brücke über die Rachel | Clausnitz (Karte)              | 17. Jahrhundert (Straßenbrücke)                                                     | Bogenbrücke aus Naturstein, baugeschichtlich von Bedeutung | 08990772 |
| Direkt Bild zu diesem Denkmal hochladen | Kunstschacht zur Wasserhaltung und Halde                                                                                     | Clausnitz (Karte)              | 16. Jahrhundert (Bergbauanlagenteil)                                                | sehr altes wichtiges Objekt der regionalen Bergbaugeschichte, von ortshistorischer Bedeutung | 08990927 |
| Direkt Bild zu diesem Denkmal hochladen | Bienenmühler Holzwerke Sauerzapf & Co. (ehem.); Bienenmühler Holzwerke Paul Herrmann Zeising (ehem.)                         | Clausnitz (Karte)              | um 1920 (Fabrikgebäude); 1894 (Schornstein); 1880 (Wohnhaus)                        | Wohnhaus (Nr. 2) und Fabrikgebäude mit Schornstein (Nr. 4); Fabrikgebäude mächtiger Putzbau mit Segmentbogenfenstern und originalen Details, großes Satteldach, Wohnhaus zeittypischer repräsentativer Bau mit Anklängen im Schweizerstil, baugeschichtlich und ortsgeschichtlich von Bedeutung | 08990747 |
|                                         | St.-Michaelis-Stolln | Clausnitz (Karte)              | bezeichnet 1860 (Mundloch)                                                          | Mundloch; Eingang zum St.-Michaelis-Stolln bzw. Entwässerungseinrichtung, wichtiges Objekt der regionalen Bergbaugeschichte (Rekonstruktion) | 08990910 |
| Direkt Bild zu diesem Denkmal hochladen | Halde St.-Michaelis-Schacht                                                                                                  | Clausnitz (Karte)              | 16. Jahrhundert (Bergbauanlagenteil)                                                | Halde des St.-Michaelis-Schachtes; sehr altes und wichtiges Zeugnis der regionalen Bergbaugeschichte, von ortshistorischer Bedeutung | 08990931 |
| Direkt Bild zu diesem Denkmal hochladen | Brücke über die Rachel | Clausnitz (Karte)              | 19. Jahrhundert (Straßenbrücke)                                                     | Bogenbrücke aus Bruchstein, dokumentiert alte Wegestruktur, ortsgeschichtlich von Bedeutung | 08990886 |
|                                         | Sachgesamtheit Königlich-Sächsische Triangulierung („Europäische Gradmessung im Königreich Sachsen“); Station 80 Drachenkopf | Holzhau (Karte)                | bezeichnet 1869 (Triangulationssäule)                                               | Triangulationssäule; Station 2. Ordnung, bedeutendes Zeugnis der Geodäsie des 19. Jahrhunderts, vermessungsgeschichtlich von Bedeutung | 08990828 |
| Direkt Bild zu diesem Denkmal hochladen | Transformatorenturm | Holzhau (Karte)                | 1920er Jahre (Transformatorenstation)                                               | technikgeschichtliche Bedeutung | 08990847 |
| Direkt Bild zu diesem Denkmal hochladen | Königlich-Sächsische Meilensteine (Sachgesamtheit)                                                                           | Holzhau (Karte)                | vermutlich bezeichnet 1868 (Meilenstein)                                            | Meilenstein; verkehrsgeschichtliche Bedeutung | 08990827 |
| Direkt Bild zu diesem Denkmal hochladen | Brücke über die Freiberger Mulde                                                                                             | Holzhau (Karte)                | bezeichnet 1898 (Straßenbrücke)                                                     | einbogige Natursteinbrücke, verkehrsgeschichtliche Bedeutung | 08990822 |
|                                         | Königlich-Sächsische Meilensteine (Sachgesamtheit)                                                                           | Holzhau (Karte)                | nach 1858 (Meilenstein)                                                             | Meilenstein; Halbmeilenstein, verkehrsgeschichtliche Bedeutung | 08990830 |
| Direkt Bild zu diesem Denkmal hochladen | Börner Mühle; Niedere Hofmühle                                                                                               | Rechenberg-Bienenmühle (Karte) | Kern 14. Jahrhundert (Mühle); 1886 nach Brand (Mühle)                               | Ehemalige Mühle und Bäckerei des Rittergutes (ohne Anbauten); regionaltypischer, lang gestreckter Fachwerkbau, baugeschichtlich und ortsgeschichtlich von Bedeutung | 08990790 |
| Direkt Bild zu diesem Denkmal hochladen | Brauerei Rechenberg | Rechenberg-Bienenmühle (Karte) | 1558 und später (Brauereianlagenteil); 1780 (Sudhaus); um 1900 (Verwaltungsgebäude) | Wohn- und Verwaltungsgebäude sowie Brauereigebäude mit technischer Ausstattung und Schornstein; ortsbildprägendes Gebäudeensemble, baugeschichtlich, ortsgeschichtlich und technikgeschichtlich von Bedeutung                                                                                   | 08990819 |
| Direkt Bild zu diesem Denkmal hochladen | Stellwerk Bienenmühle | Rechenberg-Bienenmühle (Karte) | 1885 (Stellwerk)                                                                    | weitgehend im ursprünglichen Aussehen erhaltener Bestandteil der Bahnanlage, eisenbahngeschichtlich von Bedeutung | 08990861 |
| Direkt Bild zu diesem Denkmal hochladen | Königlich-Sächsische Meilensteine (Sachgesamtheit)                                                                           | Rechenberg-Bienenmühle (Karte) | nach 1858 (Meilenstein)                                                             | Meilenstein; Halbmeilenstein, verkehrsgeschichtliche Bedeutung | 08990765 |
|                                         | Ehemalige Tischlerei | Rechenberg-Bienenmühle (Karte) | 1921 (Tischlerei)                                                                   | Handwerksbetrieb zur Stuhlherstellung, Putzbau mit Backsteinelementen und intaktem Wand-Öffnungs-Verhältnis sowie verbrettertem Anbau, baugeschichtlich und ortsgeschichtlich von Bedeutung | 08990806 |

## Reinsberg
| Bild                                    | Bezeichnung | Lage                  | Datierung                                                                                      | Beschreibung | ID       |
| --------------------------------------- | --- | --------------------- | ---------------------------------------------------------------------------------------------- | --- | -------- |
| Direkt Bild zu diesem Denkmal hochladen | Zollhausbrücke | Bieberstein (Karte)   | bezeichnet 1732 (Straßenbrücke)                                                                | Steinbogenbrücke über die Bobritzsch; verkehrshistorische Bedeutung | 09201401 |
| Direkt Bild zu diesem Denkmal hochladen | Michaelis Erbstolln (ehem.)                                                                                                 | Bieberstein (Karte)   | um 1800 (Mundloch)                                                                             | Mundloch des ehemaligen Michaelis Erbstollns; bergbaugeschichtlich von Bedeutung | 09201402 |
| Direkt Bild zu diesem Denkmal hochladen | Tanksäule | Burkersdorf (Karte)   | um 1925 (Tanksäule)                                                                            | verkehrshistorische Bedeutung | 09201413 |
| Direkt Bild zu diesem Denkmal hochladen | Schmalspurbahn Freital-Potschappel -Wilsdruff -Nossen (PNo 6978)                                                            | Dittmannsdorf (Karte) | 1886 (Wegestein)                                                                               | 17 Wegesteine zur Markierung der ehemaligen Überquerungen der Feldwege über den Bahndamm der Schmalspurbahn Freital -Nossen; letzte Zeugnisse der 1972 stillgelegten und inzwischen abgebauten Schmalspurbahnstrecke von ortshistorischer Bedeutung | 09201375 |
| Direkt Bild zu diesem Denkmal hochladen | Steinbogenbrücke über den Dittmannsdorfer Bach                                                                              | Dittmannsdorf (Karte) | bezeichnet 1828 (Zufahrtsbrücke)                                                               | einbogige Bruchsteinbrücke, verkehrshistorische und ortsbildprägende Bedeutung | 09201326 |
| Direkt Bild zu diesem Denkmal hochladen | Steinbogenbrücke über den Dittmannsdorfer Bach                                                                              | Dittmannsdorf (Karte) | Ende 18. Jahrhundert (Zufahrtsbrücke)                                                          | einbogige Bruchsteinbrücke, verkehrshistorische und ortsbildprägende Bedeutung | 09201320 |
| Direkt Bild zu diesem Denkmal hochladen | Steinbogenbrücke über den Dittmannsdorfer Bach                                                                              | Dittmannsdorf (Karte) | bezeichnet 1828 (später verbreitert)                                                           | einbogige Bruchsteinbrücke, verkehrshistorische und ortsbildprägende Bedeutung | 09201323 |
| Direkt Bild zu diesem Denkmal hochladen | Steinbogenbrücke über den Dittmannsdorfer Bach                                                                              | Dittmannsdorf (Karte) | bezeichnet 1744 (Zufahrtsbrücke)                                                               | einjochige Bruchsteinbrücke, verkehrshistorische und ortsbildprägende Bedeutung | 09201333 |
| Direkt Bild zu diesem Denkmal hochladen | Brücke über den Dittmannsdorfer Bach                                                                                        | Dittmannsdorf (Karte) | Mitte 19. Jahrhundert (Zufahrtsbrücke)                                                         | einbogige Natursteinbrücke, Zufahrtsbrücke zum Hof Hauptstraße 38, ortsgeschichtlich und ortsbildprägend von Bedeutung | 09201335 |
| Direkt Bild zu diesem Denkmal hochladen | Steinbogenbrücke über den Dittmannsdorfer Bach                                                                              | Dittmannsdorf (Karte) | Mitte 19. Jahrhundert (Zufahrtsbrücke)                                                         | einbogige Natursteinbrücke, Zufahrt zum Hof Hauptstraße 44, ortsgeschichtlicher und ortsbildprägender Wert | 09201369 |
| Direkt Bild zu diesem Denkmal hochladen | Steinbogenbrücke über den Dittmannsdorfer Bach                                                                              | Dittmannsdorf (Karte) | bezeichnet 1857 (Zufahrtsbrücke)                                                               | einbogige Natursteinbrücke, Zufahrtsbrücke zu den Grundstücken Hauptstraße 48 und 50, ortsgeschichtliche und ortsbildprägende Bedeutung | 09201370 |
| Direkt Bild zu diesem Denkmal hochladen | Steinbogenbrücke über den Dittmannsdorfer Bach                                                                              | Dittmannsdorf (Karte) | bezeichnet 1867 (Zufahrtsbrücke)                                                               | ortsgeschichtlich und ortsbildprägend von Bedeutung | 09201373 |
| Direkt Bild zu diesem Denkmal hochladen | Mast eines Windrades | Dittmannsdorf (Karte) | 1. Hälfte 20. Jahrhundert (Windrad)                                                            | dient dem Betreiben eines Wasserschöpfwerkes, nur noch selten anzutreffende Anlage von technikgeschichtlicher Bedeutung | 09299800 |
| Direkt Bild zu diesem Denkmal hochladen | Steinbogenbrücke über den Dittmannsdorfer Bach                                                                              | Dittmannsdorf (Karte) | bezeichnet 1838 (Zufahrtsbrücke)                                                               | verkehrshistorische und ortsbildprägende Bedeutung | 09201380 |
| Direkt Bild zu diesem Denkmal hochladen | Riedel Schacht; Emanuel Erbstolln                                                                                           | Drehfeld (Karte)      | 19. Jahrhundert (Haldenund Bingenzug); vmtl. 1844–1845 (Schachtaufsattelung)                   | Schachtaufsattelung und Haldenreste des Riedel Schachtes, Haldenund Bingenzug auf dem Reinsberger Glück Morgengang sowie Lindenallee (Gartendenkmal); von bergbauhistorischer und landschaftsgestaltender Bedeutung | 09201272 |
| Direkt Bild zu diesem Denkmal hochladen | Rothschönberger Stolln (Sachgesamtheit); 1. Lichtloch und 2. Lichtloch                                                      | Neukirchen (Karte)    | 1845–1873 (Bergbau-Wasseranlage)                                                               | Sachgesamtheitsbestandteil der Sachgesamtheit Rothschönberger Stolln, mit Lichtlöchern, Funktionsgebäuden, Gräben, Röschen, Halden und Mundlöchern in den Gemeinden Triebischtal (OT Rothschönberg), Halsbrücke (OT Halsbrücke und OT Krummenhennersdorf) sowie Reinsberg (OT Neukirchen und OT Reinsberg), davon gehören zum Teilabschnitt im Ortsteil Neukirchen: Halde, Reste der Mauerung und Teichdamm für das Kunstgezeug-Wasserrad am 1. Lichtloch und Schachtaufsattelung des 2. Lichtloches (alle Sachgesamtheitsteile); Bergbauanlage von überregionaler technikgeschichtlicher Bedeutung (siehe auch Sachgesamtheitsteildokumente in den Denkmallisten der Gemeinden Triebischtal, Halsbrücke und Reinsberg sowie in den Einzeldenkmallisten der genannten Gemeinden) | 09205412 |
| Direkt Bild zu diesem Denkmal hochladen | Sachgesamtheit Königlich-Sächsische Triangulierung („Europäische Gradmessung im Königreich Sachsen“); Station 75 Neukirchen | Neukirchen (Karte)    | bezeichnet 1869 (Triangulationssäule)                                                          | Triangulationssäule; Station 2. Ordnung, bedeutendes Zeugnis der Geodäsie des 19. Jahrhunderts, vermessungsgeschichtlich von Bedeutung | 09205400 |
| Direkt Bild zu diesem Denkmal hochladen | Wegestein | Neukirchen (Karte)    | 19. Jahrhundert (Wegestein)                                                                    | an der Abzweigung nach Steinbach aufgestellt, mit den Verweisen nach Dittmannsdorf und Steinbach, verkehrshistorische Bedeutung | 09205226 |
| Direkt Bild zu diesem Denkmal hochladen | Steinbogenbrücke | Neukirchen (Karte)    | 1. Hälfte 19. Jahrhundert (Zufahrtsbrücke)                                                     | einbogige Natursteinbrücke, verkehrshistorische und ortsbildprägende Bedeutung | 09201431 |
| Direkt Bild zu diesem Denkmal hochladen | Mühlengebäude (Wohnstallhaus) eines ehemaligen Mühlenanwesens                                                               | Neukirchen (Karte)    | 1845 (Mühle)                                                                                   | zeittypischer Fachwerkbau mit baugeschichtlicher und ortsgeschichtlicher Bedeutung | 09201477 |
| Direkt Bild zu diesem Denkmal hochladen | Rothschönberger Stolln (Sachgesamtheit); 3. Lichtloch und 5. Lichtloch                                                      | Reinsberg (Karte)     | 1844–73 (Bergbau-Wasseranlage)                                                                 | Sachgesamtheitsbestandteil der Sachgesamtheit Röthschönberger Stolln, mit Lichtlöchern, Funktionsgebäuden, Gräben, Röschen, Halden und Mundlöchern in den Gemeinden Triebischtal (OT Rothschönberg), Halsbrücke (OT Halsbrücke und OT Krummenhennersdorf) sowie Reinsberg (OT Neukirchen und OT Reinsberg), davon gehören zum Teilabschnitt in Reinsberg: Halde und Fundamente des Schachthauses des 5. Lichtloches und Halde des 3. Lichtloches (Sachgesamtheitsteile); Bergbauanlage von überregionaler technikgeschichtlicher Bedeutung (siehe auch Sachgesamtheitsteildokumente in den Denkmallisten der Gemeinden Halsbrücke, Reinsberg und Triebischtal sowie in den Einzeldenkmallisten der genannten Gemeinden) | 09299799 |
| Direkt Bild zu diesem Denkmal hochladen | Steinbogenbrücke | Reinsberg (Karte)     | 19. Jahrhundert (Straßenbrücke)                                                                | einbogige Brücke aus Sandsteinquadern, verkehrshistorische und bergbauhistorische Bedeutung | 09201275 |
| Direkt Bild zu diesem Denkmal hochladen | Rothschönberger Stolln (Sachgesamtheit); 4. Lichtloch; Grabentour                                                           | Reinsberg (Karte)     | 1844–1877 (Bergbauanlage); 1844–1873 (Bergbau-Wasseranlage)                                    | Sachgesamtheitsbestandteil der Sachgesamtheit Röthschönberger Stolln, mit Lichtlöchern, Funktionsgebäuden, Gräben, Röschen, Halden und Mundlöchern in den Gemeinden Triebischtal (OT Rothschönberg), Halsbrücke (OT Halsbrücke und OT Krummenhennersdorf) sowie Reinsberg (OT Neukirchen und OT Reinsberg), davon gehören zum Teilabschnitt in Reinsberg: das Huthaus, die Bergschmiede, das Wassergöpel-Treibehaus und der Zimmereischuppen des 4. Lichtlochs sowie der Kunstgraben einschließlich Röschen des Rothschönberger Stollns von Krummhennersdorf bis Reinsberg -Grabentour (alle auch Einzeldenkmale siehe Einzeldenkmalliste Ortsteil Reinsberg Obj. 09299798) sowie die Kopie der Kaue (Radstubenkaue) und die ehemalige Radstube (Sachgesamtheitsteile); Bergbauanlage von überregionaler technikgeschichtlicher Bedeutung (siehe auch Sachgesamtheitsteildokumente in den Denkmallisten der Gemeinden Triebischtal, Halsbrücke und Reinsberg sowie in den Einzeldenkmallisten der genannten Gemeinden) | 09201276 |
| Direkt Bild zu diesem Denkmal hochladen | Rothschönberger Stolln (Sachgesamtheit); 4. Lichtloch; Grabentour                                                           | Reinsberg (Karte)     | 1844–1877 (Bergbauanlagenteil); 1844 (Huthaus)                                                 | Einzeldenkmale der Sachgesamtheit Rothschönberger Stolln: Huthaus, Bergschmiede, Wassergöpel-Treibehaus und Zimmereischuppen des 4. Lichtlochs sowie Kunstgraben einschließlich Röschen zwischen Krummhennersdorf und Reinsberg (Grabentour); Bergbauanlagenteile von überregionaler technikgeschichtlicher Bedeutung [siehe auch Sachgesamtheitsdokumente in den Gemeinden Triebischtal (Rothschönberg), Halsbrücke (Halsbrücke, Krummenhennersdorf), Reinsberg (Neukirchen, Reinsberg)] | 09299798 |
| Direkt Bild zu diesem Denkmal hochladen | Emanueler Aufschlagrösche; Emanuel Erbstolln                                                                                | Reinsberg (Karte)     | um 1840 (Mundloch)                                                                             | Zwei Mundlöcher der Emanueler Aufschlagrösche; von bergbaugeschichtlicher Bedeutung | 09304847 |
| Direkt Bild zu diesem Denkmal hochladen | Schmalspurbahn Freital-Potschappel–Wilsdruff–Nossen                                                                         | Reinsberg (Karte)     | 1937 (Eisenbahnbrücke)                                                                         | Stahlfachwerkbrücke der ehemaligen Schmalspurbahn Freital-Potschappel-Wilsdruff-Nossen über die Freiberger Mulde (siehe auch Gemeinde Großschirma, OT Obergruna -Einzeldenkmaldokument Obj. 09304654); als Zeugnis für den einstigen Verlauf der Schmalspurtrasse von verkehrsgeschichtlicher, ortsgeschichtlicher und ortsbildprägender Bedeutung | 09304569 |
| Direkt Bild zu diesem Denkmal hochladen | Papierfabrik Reinsberg | Reinsberg (Karte)     | 1908 (Papiermaschine) und um 1900                                                              | Drei Mahlholländer, Papiermaschine (Fa. Golzern), Leonardsatz zur Gleichstromerzeugung und Rotationsschneider (Fa. Haubold) der Papierfabrik Reinsberg; industriegeschichtliche Bedeutung | 09201483 |
| Direkt Bild zu diesem Denkmal hochladen | Steinbogenbrücke über den Dittmannsdorfer Bach                                                                              | Reinsberg (Karte)     | Mitte 18. Jahrhundert (Straßenbrücke)                                                          | verkehrshistorische und ortsbildprägende Bedeutung | 09201277 |
| Direkt Bild zu diesem Denkmal hochladen | Schmalspurbahn Freital-Potschappel–Wilsdruff–Nossen                                                                         | Reinsberg (Karte)     | 1899 (Eisenbahnbrücke)                                                                         | Genietete Stahlträgerbrücke der ehemaligen Schmalspurbahn Freital-Potschappel-Wilsdruff-Nossen über den Dittmannsdorfer Bach; als Zeugnis für den einstigen Verlauf der Schmalspurtrasse von verkehrsgeschichtlicher, ortsgeschichtlicher und ortsbildprägender Bedeutung | 09201482 |
| Direkt Bild zu diesem Denkmal hochladen | Steinbogenbrücke über den Dittmannsdorfer Bach                                                                              | Reinsberg (Karte)     | Ende 19. Jahrhundert (Straßenbrücke)                                                           | verkehrshistorische und ortsbildprägende Bedeutung | 09201290 |
| Direkt Bild zu diesem Denkmal hochladen | Ehemalige Mühle des Rittergutes der Familie von Schönberg (Sachgesamtheit)                                                  | Reinsberg (Karte)     | bezeichnet 1718 (Schlussstein)                                                                 | Sachgesamtheit ehemalige Mühle des Rittergutes der Familie von Schönberg: bestehend aus den Einzeldenkmalen Mahlmühlengebäude, zugleich Wohnhaus des Müllers mit Mühlentechnik, zwei Seitengebäuden, einer Scheune, dem ehemaligen Schneidemühlengebäude und dem Mühlgraben (siehe Einzeldenkmale gleiche Anschrift, obj 09303544) sowie den Sachgesamtheitsteilen Freifluter, zwei Schützen, Steinbrücke, Böschungsmauer am Mühlgrabenbeginn, Wehr in der Bobritzsch sowie Mauerreste und Reste des zweiten Mühlgrabens (ehemaliger Zulauf vom Dorfbach); vollständig erhaltene und funktionstüchtige Mühle (zurzeit ohne Wasserrad -11/2010) in dominanter Lage von ortsgeschichtlicher, technikgeschichtlicher und baugeschichtlicher Bedeutung | 09201289 |
| Direkt Bild zu diesem Denkmal hochladen | Ehemalige Mühle des Rittergutes der Familie von Schönberg (Sachgesamtheit)                                                  | Reinsberg (Karte)     | bezeichnet 1718 (Müllerwohnhaus); um 1700 (Seitengebäude); 1. Hälfte 19. Jahrhundert (Scheune) | Einzeldenkmale der Sachgesamtheit „Ehemalige Mühle des Rittergutes der Familie von Schönberg“: Mahlmühlengebäude, zugleich Wohnhaus des Müllers mit Mühlentechnik, zwei Seitengebäude, eine Scheune, ehemaliges Schneidemühlengebäude und Mühlgraben, abzweigend von der Bobritzsch (siehe Sachgesamtheit, Obj. 09201289); vollständig erhaltene und funktionstüchtige Mühle (zurzeit ohne Wasserrad -11/2010) in dominanter Lage von ortsgeschichtlicher, technikgeschichtlicher und baugeschichtlicher Bedeutung | 09303544 |
| Direkt Bild zu diesem Denkmal hochladen | Schmalspurbahn Freital-Potschappel–Wilsdruff–Nossen                                                                         | Reinsberg (Karte)     | 1899 (Eisenbahnbrücke)                                                                         | Genietete Stahlträgerbrücke der ehemaligen Schmalspurbahn Freital-Potschappel-Wilsdruff-Nossen über den Dittmannsdorfer Bach; als Zeugnis für den einstigen Verlauf der Schmalspurtrasse von verkehrsgeschichtlicher, ortsgeschichtlicher und ortsbildprägender Bedeutung | 09201481 |
| Direkt Bild zu diesem Denkmal hochladen | Schmalspurbahn Freital-Potschappel–Wilsdruff–Nossen                                                                         | Reinsberg (Karte)     | 1899 (Eisenbahnbrücke)                                                                         | Genietete Stahlträgerbrücke der ehemaligen Schmalspurbahn Freital-Potschappel-Wilsdruff-Nossen über den Dittmannsdorfer Bach; als Zeugnis für den einstigen Verlauf der Schmalspurtrasse von verkehrsgeschichtlicher, ortsgeschichtlicher und ortsbildprägender Bedeutung | 09201480 |
| Direkt Bild zu diesem Denkmal hochladen | Steinbogenbrücke über den Dittmannsdorfer Bach                                                                              | Reinsberg (Karte)     | Mitte 19. Jahrhundert (Straßenbrücke)                                                          | verkehrshistorische und ortsbildprägende Bedeutung | 09201292 |
| Direkt Bild zu diesem Denkmal hochladen | Schmalspurbahn Freital-Potschappel–Wilsdruff–Nossen                                                                         | Reinsberg (Karte)     | 1899 (Eisenbahnbrücke)                                                                         | Eisenbahnbrücke der ehemaligen Schmalspurbahn Freital-Potschappel-Wilsdruff-Nossen über den Dittmannsdorfer Bach; genietete Stahlträgerbrücke als Zeugnis für den einstigen Verlauf der Schmalspurtrasse, von verkehrsgeschichtlicher, ortsgeschichtlicher und ortsbildprägender Bedeutung | 09201479 |
| Direkt Bild zu diesem Denkmal hochladen | Steinbogenbrücke über den Dittmannsdorfer Bach                                                                              | Reinsberg (Karte)     | bezeichnet 1772 (Straßenbrücke)                                                                | verkehrshistorische und ortsbildprägende Bedeutung | 09201294 |
| Direkt Bild zu diesem Denkmal hochladen | Schmalspurbahn Freital-Potschappel–Wilsdruff–Nossen                                                                         | Reinsberg (Karte)     | 1899 (Eisenbahnbrücke)                                                                         | Eisenbahnbrücke der ehemaligen Schmalspurbahn Freital-Potschappel-Wilsdruff-Nossen über den Dittmannsdorfer Bach; genietete Stahlträgerbrücke als Zeugnis für den einstigen Verlauf der Schmalspurtrasse, von verkehrsgeschichtlicher, ortsgeschichtlicher und ortsbildprägender Bedeutung | 09201308 |
| Direkt Bild zu diesem Denkmal hochladen | Steinbogenbrücke über den Dittmannsdorfer Bach                                                                              | Reinsberg (Karte)     | bezeichnet 1855 (Zufahrtsbrücke)                                                               | verkehrshistorische und ortsbildprägende Bedeutung | 09201305 |
| Direkt Bild zu diesem Denkmal hochladen | Kalkofen | Steinbach (Karte)     | bezeichnet 1798 (Kalkofen)                                                                     | umfangreiche Reste eines alten Brennofens zur Gewinnung von Branntkalk, technikgeschichtliche Bedeutung | 09205744 |
| Direkt Bild zu diesem Denkmal hochladen | Kriegers Mühle | Steinbach (Karte)     | 1726 (Mühle); 1726 (Scheune); 1751 (Bauernhaus)                                                | Wohnstallhaus, Scheune und Mühlengebäude der sog. Kriegers Mühle; weitgehend original erhaltenes Mühlenensemble mit seltener Fachwerkkonstruktion, baugeschichtlich, hausgeschichtlich und ortsgeschichtlich von Bedeutung | 09205777 |

## Rochlitz, Stadt
| Bild                                    | Bezeichnung | Lage                | Datierung | Beschreibung | ID       |
| --------------------------------------- | --- | ------------------- | --- | --- | -------- |
| Direkt Bild zu diesem Denkmal hochladen | Transformatorenhäuschen, heute Wartehäuschen | Breitenborn (Karte) | um 1920 (Transformatorenstation) | Zeitzeugnis für die Elektrifizierung des Dorfes im 1. Drittel des 20. Jahrhunderts | 08955035 |
|                                         | Wegestein | Noßwitz (Karte)     | 19. Jahrhundert (Wegestein) | aus Porphyr, gegiebelter Stein, von verkehrshistorischer Bedeutung | 08955013 |
| Direkt Bild zu diesem Denkmal hochladen | Mord- und Sühnekreuz sowie Wegestein | Noßwitz (Karte)     | Stein 1629 bezeichnet (Mord- und Sühnekreuz) | ortsgeschichtlicher Wert | 08955063 |
| Weitere Bilder                          | Schillingstein; Rochlitzer Berg (Sachgesamtheit) | Noßwitz (Karte)     | bezeichnet 1877 (Wegestein) | Einzeldenkmal der Sachgesamtheit Rochlitzer Berg: sog. Schillingstein, Porphyrstein/Wegestein, erinnert an Emil Schillings Steinbruch (siehe auch Sachgesamtheitsdokument obj. 08955042); ortsgeschichtlich von Bedeutung | 08955062 |
| Weitere Bilder                          | Mühlsteinbruch; Rochlitzer Berg (Sachgesamtheit) | Noßwitz (Karte)     | bezeichnet 1820 (evtl. Forstgrenzstein); bezeichnet 1818 (4 Steinplatten, Nutzung ungeklärt); um 1900 (Kran)                                                      | Einzeldenkmale in o. g. Sachgesamtheit: vier Porphyrplatten (vermutlich ehemalige Salzlecke), Mühlsteinrohlinge, Kran oberhalb des Mühlsteinbruchs sowie Forstgrenzstein nordöstlich des Mühlsteinbruchs; Sachzeugnisse des Porphyrabbaus auf dem Rochlitzer Berg von regionalgeschichtlicher und technikgeschichtlicher Bedeutung (siehe auch Sachgesamtheitsdokument obj 08955042) | 08955053 |
| Weitere Bilder                          | Brecher; Seidelbruch; Rochlitzer Berg (Sachgesamtheit) | Noßwitz (Karte)     | | Einzeldenkmal der Sachgesamtheit Rochlitzer Berg: Brecher und dazugehörige Anlage zum Zerkleinern von Porphyrresten, außen Holzverschlag als Schutz (siehe auch Sachgesamtheitsdokument obj. 08955042); technikgeschichtlich von Bedeutung | 08955049 |
| Weitere Bilder                          | Alte Schmiede; Gleisbergbruch; Rochlitzer Berg (Sachgesamtheit) | Noßwitz (Karte)     | | Einzeldenkmal der Sachgesamtheit Rochlitzer Berg: Alte Schmiede sowie Mühlsteinrohling aus dem Mühlsteinbruch (siehe auch Sachgesamtheitsdokument obj. 08955042); ortsgeschichtlich und technikgeschichtlich von Bedeutung | 08955045 |
| Weitere Bilder                          | Rochlitzer Berg (Sachgesamtheit) | Noßwitz (Karte)     | Spätmittelalter-1900 (Sachgesamtheit); Spätmittelalter-1947 Abbau (Steinbruch); 1579/1580 (Mühlsteinbruch) erstmals erwähnt in Verk; 1870/80 (Verwaltungsgebäude) | Sachgesamtheit Rochlitzer Berg mit folgenden Einzeldenkmalen: Königshöhe (obj. 08955047), Wirtschaftskeller (obj. 08955052), Husarenstein (obj. 08955050), Karl-Gleisberg-Stein (obj. 08955046), Schillingstein (obj. 08955062), Wettinerstein (obj. 08955055), Schreddermaschine (obj. 08955049), Einsiedelei (obj. 08955048), Alte Schmiede (obj. 08955045), Türmerhaus (obj. 08955041), König-Friedrich-August-Turm (obj. 08955040), ehem. Pferdestall (obj. 09301361), Wegestein (obj. 09301362) und ehem. Gasthaus Zum Waldschlößchen (obj. 08955051), im Bereich des Mühlsteinbruchs Kran, ein Mühlstein, ein Forstgrenzstein und vier Porphyrplatten (siehe obj 08955053) sowie folgenden Sachgesamtheitsteilen: Seidelsteinbruch, Haberkornbruch, Gleisbergbruch und das Verwaltungsgebäude in der Nähe des Haberkornbruchs, Mühlsteinbruch und Bruch Meeresauge; ortsgeschichtlich von Bedeutung | 08955042 |
| Weitere Bilder                          | Wegestein; Rochlitzer Berg (Sachgesamtheit) | Noßwitz (Karte)     | 19. Jahrhundert (Wegestein) | Einzeldenkmal der Sachgesamtheit Rochlitzer Berg: Wegestein (siehe auch Sachgesamtheitsdokument obj. 08955042); verkehrsgeschichtlich von Bedeutung | 09301362 |
| Weitere Bilder                          | Sachgesamtheit Königlich-Sächsische Triangulierung („Europäische Gradmessung im Königreich Sachsen“); Station 17 Rochlitz                                                                                  | Noßwitz (Karte)     | bezeichnet 1869 (Triangulationssäule) | Triangulationssäule Station 1. Ordnung; geschichtlich und technikgeschichtlich von Bedeutung | 09301592 |
| Weitere Bilder                          | Sachgesamtheitsbestandteil der Sachgesamtheit Muldentalbahn, Teilabschnitt Rochlitz, OT Penna mit dem Sachgesamtheitsteil Bahnwärterhaus mit Nebengebäude (siehe auch Sachgesamtheitsliste -Obj. 09306181) | Penna (Karte)       | 1875 (Bahnwärterhaus) | Sachgesamtheit mit allen Bahnanlagen, darunter Gleisanlagen mit Unterund Oberbau, Streckenkilometrierung, Fernmeldeund Signalanlagen, Bahnstationen einschließlich aller Funktionsbauten, Wärterhäuschen, Brücken und Durchlässen in den Gemeinden Glauchau, Stadt (OT Glauchau, Kleinbernsdorf, Reinholdshain), Limbach-Oberfrohna, Stadt (OT Wolkenburg-Kaufungen), Remse (OT Remse), Waldenburg (OT Niederwinkel, Oberwinkel, Waldenburg), Lunzenau, Stadt (OT Lunzenau, Cossen, Rochsburg), Penig, Stadt (OT Markersdorf, Penig, Amerika, Arnsdorf, Thierbach, Zinnberg), Rochlitz, Stadt (OT Penna, Rochlitz), Seelitz (OT Fischheim, Seelitz, Biesern, Steudten), Colditz (OT Colditz, Lastau, Möseln, Sermuth, Zschetzsch), Grimma, Stadt (OT Großbothen), für die Industrieentwicklung des Muldentals wichtige und landschaftsbildende prägende Normalspurbahn, wirtschaftsgeschichtlich, eisenbahngeschichtlich, landschaftsgestaltend sowie regionalgeschichtlich von Bedeutung | 09306156 |
| Direkt Bild zu diesem Denkmal hochladen | Porphyrwegestein | Penna               | 19. Jahrhundert (Wegestein) | ortsgeschichtlich und verkehrsgeschichtlich von Bedeutung | 08955165 |
| Weitere Bilder                          | Muldentalbahn (Sachgesamtheit); Viadukt Rochlitz | Rochlitz (Karte)    | 1875 (Eisenbahnbrücke) | Einzeldenkmal in der o. g. Sachgesamtheit: Eisenbahnviadukt; (siehe Sachgesamtheitsliste -Obj. 09306181), parallelgurtige Stahlträgerbrücke bei km 37, 905, über die Mulde in Rochlitz, mit original erhaltenem Mittelstück in genieteter Stahlfachwerkkonstruktion, bedeutendes ingenieurtechnisches Bauwerk von stadtbildprägender Wirkung, parallelgurtige Stahlfachwerkträger im Bereich der Eisenbahnstrecke Glauchau-Wurzen (Muldentalbahn), Seltenheitswert, eisenbahngeschichtlich, verkehrsgeschichtlich und technikgeschichtlich von Bedeutung | 09306154 |
| Weitere Bilder                          | Muldentalbahn (Sachgesamtheit); Bahnhof Rochlitz | Rochlitz (Karte)    | 1870 (Güterschuppen); 1870 (Empfangsgebäude); 1871 (Lokschuppen); 1965 (Stellwerk B2); 1894 (Stellwerk W1)                                                        | Einzeldenkmale in der o. g. Sachgesamtheit: Empfangsgebäude, Gleise, Güterboden, Bahnwohnhaus, Ringlokschuppen, Stellwerk B 2, drei Formsignale sowie sechs Lampen, Bahnwärterhaus mit Nebengebäude des Bahnhofes Rochlitz; (siehe Sachgesamtheitsliste -Obj. 09306181), für den Streckenbetrieb wichtiger Bahnhof aufgrund seiner geografischen Lage im Mittelteil der Eisenbahnstrecke Glauchau-Wurzen (Muldentalbahn), eisenbahngeschichtlich, verkehrsgeschichtlich und technikgeschichtlich von Bedeutung | 09235172 |
| Weitere Bilder                          | Muldentalbahn (Sachgesamtheit); Eisenbahnbrücke | Rochlitz (Karte)    | 1875 (Eisenbahnbrücke) | Einzeldenkmal in der o. g. Sachgesamtheit: Eisenbahnbrücke mit Gleisen; (siehe Sachgesamtheitsliste -Obj. 09306181), erneuert 2008, km 39, 8, Polygonalmauerwerk, Bogen mit Ziegeln gemauert, eisenbahngeschichtlich und technikgeschichtlich von Bedeutung | 09306155 |
| Weitere Bilder                          | Kursächsische Postmeilensäulen (Sachgesamtheit) | Rochlitz (Karte)    | bezeichnet 1722, Kopie (Postdistanzsäule) | Postmeilensäule; Kopie einer Distanzsäule, verkehrsgeschichtlich von Bedeutung | 09235341 |
| Weitere Bilder                          | Königlich-Sächsische Meilensteine (Sachgesamtheit) | Rochlitz (Karte)    | nach 1858 (Stationsstein) | Meilenstein; Ganzmeilenstein, 1860 aufgestellt, um 1900 zum Kilometerstein umgestaltet, 2008 versetzt, verkehrsgeschichtlich von Bedeutung | 09300168 |
| Weitere Bilder                          | Kursächsische Postmeilensäulen (Sachgesamtheit) | Rochlitz            | Erneuerung bezeichnet 1820, im Kern 1722 (Postdistanzsäule) | Postmeilensäule; Kopie einer Distanzsäule, verkehrsgeschichtlich von Bedeutung | 09305158 |
| Direkt Bild zu diesem Denkmal hochladen | Sachgesamtheitsteil Straßenbrücke | Rochlitz            | | sanierte Straßenüberführung der Leipziger Straße, der Eisenbahnstrecke Glauchau-Wurzen (Muldentalbahn), verkehrsgeschichtlich und technikgeschichtlich von Bedeutung | 09306178 |
| Direkt Bild zu diesem Denkmal hochladen | Muldentalbahn (Sachgesamtheit) | Rochlitz (Karte)    | 1875 (Straßenbrücke) | Sachgesamtheitsbestandteil der Sachgesamtheit Muldentalbahn, Teilabschnitt Rochlitz, OT Rochlitz mit den Einzeldenkmalen: Viadukt Rochlitz (siehe Einzeldenkmalliste -Obj. 09306154), Bahnhof Rochlitz (siehe Einzeldenkmalliste -Obj. 09235172) sowie Eisenbahnbrücke (siehe Einzeldenkmalliste -Obj. 09306155) und den Sachgesamtheitsteilen Straßenbrücke (siehe auch Sachgesamtheitsliste -Obj. 09306181); Sachgesamtheit mit allen Bahnanlagen, darunter Gleisanlagen mit Unterund Oberbau, Streckenkilometrierung, Fernmeldeund Signalanlagen, Bahnstationen einschließlich aller Funktionsbauten, Wärterhäuschen, Brücken und Durchlässen in den Gemeinden Glauchau, Stadt (OT Glauchau, Kleinbernsdorf, Reinholdshain), Limbach-Oberfrohna, Stadt (OT Wolkenburg-Kaufungen), Remse (OT Remse), Waldenburg (OT Niederwinkel, Oberwinkel, Waldenburg), Lunzenau, Stadt (OT Lunzenau, Cossen, Rochsburg), Penig, Stadt (OT Markersdorf, Penig, Amerika, Arnsdorf, Thierbach, Zinnberg), Rochlitz, Stadt (OT Penna, Rochlitz), Seelitz (OT Fischheim, Seelitz, Biesern, Steudten), Colditz (OT Colditz, Lastau, Möseln, Sermuth, Zschetzsch), Grimma, Stadt (OT Großbothen), für die Industrieentwicklung des Muldentals wichtige und landschaftsbildende prägende Normalspurbahn, wirtschaftsgeschichtlich, eisenbahngeschichtlich, landschaftsgestaltend sowie regionalgeschichtlich von Bedeutung | 09306179 |
| Weitere Bilder                          | Zaßnitzer Steg | Rochlitz (Karte)    | 1958 (Fußgängerbrücke) | Drahtseilhängebrücke über die Zwickauer Mulde, technikgeschichtlich und landschaftsprägend von Bedeutung | 09235328 |
| Weitere Bilder                          | Schlossmühle | Rochlitz (Karte)    | 1862, später überformt (Wohnhaus); 1854 Mühlengebäude und technische Ausstattung (Mühle); 1870 und 1896 (Industriegebäude)                                        | Mühlenkomplex, bestehend aus vier Gebäuden, davon das Wohnhaus und Industriegebäude, am Mühlengebäude und an Wehrmauer drei dat. Schlusssteine bzw. Denksteine eingemauert; kleinere Industriemühle mit teilweise erhaltener Ausstattung, seit dem 13. Jahrhundert belegter Mühlenstandort und damit eine der ältesten Mühlen in Sachsen, ortsgeschichtlich und baugeschichtliche, technikgeschichtliche Bedeutung | 09235331 |
| Weitere Bilder                          | Zwickauer-Mulde-Brücke | Rochlitz (Karte)    | 1933 (Straßenbrücke) | Muldenbrücke; baugeschichtlich und verkehrsgeschichtlich von Bedeutung | 09235251 |
| Direkt Bild zu diesem Denkmal hochladen | Brauerei Härtwig (ehem.) | Rochlitz (Karte)    | um 1805 (Wohnhaus); bezeichnet 1845 (Brauerei); 1. H. 19. Jahrhundert (zwei dreigeschossige Nebengebäude)                                                         | Ehemaliges Brauereianwesen, bestehend aus Vorderhaus, zwei Hofflügeln (vier Nebengebäude) und dem ehemaligen Brauhaus sowie den zu diesen Baulichkeiten gehörenden bzw. von diesen zugänglichen Kellern | 09235293 |
|                                         | Wegestein | Wittgendorf         | 1. Hälfte 19. Jahrhundert (Wegestein) | verkehrsgeschichtliche Bedeutung | 08955061 |

## Rossau
| Bild                                    | Bezeichnung                                                                                | Lage                         | Datierung                                        | Beschreibung | ID       |
| --------------------------------------- | ------------------------------------------------------------------------------------------ | ---------------------------- | ------------------------------------------------ | --- | -------- |
| Direkt Bild zu diesem Denkmal hochladen | Mühle mit Wohnhaus, Scheune und Seitengebäude                                              | Niederrossau (Karte)         | 1. Viertel 19. Jahrhundert (Mühle)               | große, im Ortsbild sehr wirksame Dreiflügelanlage, mit sichtbarer Fachwerkkonstruktion in allen Bauteilen, von Bedeutung als historische Mühle, qualitätvolle Erweiterung der 1930er Jahre                                                                                        | 09244447 |
| Direkt Bild zu diesem Denkmal hochladen | Bleibachtal                                                                                | Schönborn-Dreiwerden         | 13. Jahrhundert (Bergbau)                        | Altbergbaugebiet im Oberlauf des Bleibaches | 08955704 |
| Direkt Bild zu diesem Denkmal hochladen | Mundloch des Wildemannstollens (rekonstruiert 1983–1985), entwässerte vor 1775 drei Gruben | Schönborn-Dreiwerden (Karte) |                                                  | Mundloch des Wildemannstollens (rekonstruiert 1983–1985), entwässerte vor 1775 drei Gruben | 08955702 |
| Direkt Bild zu diesem Denkmal hochladen | Friedrich-Schacht                                                                          | Schönborn-Dreiwerden (Karte) |                                                  | Zentralschacht der mittelalterlichen Grubenanlage „Wildemann-Stolln“ mit Halde | 08955701 |
| Weitere Bilder                          | Alte Hoffnung Erbstolln                                                                    | Schönborn-Dreiwerden (Karte) |                                                  | Schachtanlage des Alte Hoffnung Erbstollns mit Schachtkopf Clementine, Schachtkopf Erzrolle, Fundamente eines Schornsteins, zwei Kesselhäusern, Herrmannschacht, Treibeschacht, Scheidebank, Schmiede, Gezähhaus, Schneidemühler und Mundloch; bergbaugeschichtlich von Bedeutung | 08955700 |
| Direkt Bild zu diesem Denkmal hochladen | Bergbaustollen                                                                             | Schönborn-Dreiwerden         |                                                  | sehr alter, stark gewundener Stollen von bergbauhistorischem Wert | 08955699 |
| Direkt Bild zu diesem Denkmal hochladen | Diebshäusel-Tagschacht                                                                     | Schönborn-Dreiwerden (Karte) | vor 18. Jahrhundert (Bergbauanlagenteil)         | Vor dem 18. Jahrhundert selbständige Bergwerksanlage, Halde und Mundloch des Stollens | 08955698 |
| Weitere Bilder                          | Alte Hoffnung                                                                              | Schönborn-Dreiwerden (Karte) | 1858/1859 (Bergbauanlagenteil)                   | Trassenverlauf der Erzgrubenbahn | 08955639 |
| Weitere Bilder                          | Huthaus der Schächte „Alte Hoffnung“ und „Segen Gottes“, Sachsenburg                       | Schönborn-Dreiwerden (Karte) | vor 1870 Fachwerk (Huthaus)                      | ortsgeschichtlich bedeutend | 08955656 |
|                                         | Papierfabrik Dreiwerden (ehem.)                                                            | Schönborn-Dreiwerden (Karte) | 1906/1907 (Turbinenhaus)                         | Mühlgraben mit Technik und Turbinenhaus der ehemaligen Papierfabrik Dreiwerden; orts- und industriegeschichtlich von Bedeutung | 08955631 |
| Direkt Bild zu diesem Denkmal hochladen | Wasserwerk nahe dem Ufer der Zschopau                                                      | Schönborn-Dreiwerden (Karte) | Ende 19. Jahrhundert (Wasserwerk)                | aufwendig gestalteter Bau im Schweizer Stil von baugeschichtlichem und ortsgeschichtlichem Wert | 08955638 |
| Weitere Bilder                          | Papierfabrik Dreiwerden (ehem.)                                                            | Schönborn-Dreiwerden (Karte) | 1906/1907 (Fabrikgebäude)                        | Langgestreckter Klinkerbau auf Hakengrundriss sowie Pförtnerhäuschen; orts- und industriegeschichtlich von Bedeutung | 08955630 |
| Direkt Bild zu diesem Denkmal hochladen | Marienmühle; Hellochmühle (ehem.)                                                          | Seifersbach (Karte)          | bezeichnet 1862 (Sturz)                          | Wohnhaus einer ehemaligen Wassermühle; im Tal am Seifersbach, von ortsgeschichtlicher Bedeutung | 08955694 |
| Direkt Bild zu diesem Denkmal hochladen | Mühle sowie Teil des Mühlgrabens                                                           | Weinsdorf (Karte)            | 1777 (Mühle alter Schlussstein 1777 eingemauert) | imposanter, langgestreckter Bau, bis zum zweiten Obergeschoss in Bruchstein gemauert, mit schönen Porphyrgewänden, mittlerer Bauteil besitzt zwei Porphyrgesimse sowie Portal mit Datierung und abschließendem Gebälk                                                             | 09244501 |

## Roßwein, Stadt
| Bild                                    | Bezeichnung | Lage                   | Datierung                                                                | Beschreibung | ID       |
| --------------------------------------- | --- | ---------------------- | ------------------------------------------------------------------------ | --- | -------- |
| Direkt Bild zu diesem Denkmal hochladen | Muldenbrücke | (Karte)                | 1859 (nach anderer Angabe 1881)                                          | Brücke über die Freiberger Mulde; imposante, dreibogige Steinbrücke, verkehrsgeschichtlich bedeutsam | 09207721 |
| Direkt Bild zu diesem Denkmal hochladen | Striegis-Brücke | Grunau (Karte)         | 1917 (Straßenbrücke)                                                     | Straßenbrücke über die Striegis; einbogige Steinbrücke, verkehrsgeschichtliches Zeugnis von landschaftsprägender Wirkung | 09207743 |
| Direkt Bild zu diesem Denkmal hochladen | Grunauer Mühle | Grunau (Karte)         | Mitte 19. Jahrhundert (Mühle)                                            | Mühlengebäude und Scheune; als ehemalige Mühle und Holzschleiferei von orts- und technikgeschichtlicher Bedeutung, guter Originalzustand | 09207741 |
| Direkt Bild zu diesem Denkmal hochladen | Mühle und Wohnstallhaus | Grunau (Karte)         | Mitte 19. Jahrhundert (Mühle); 1. Hälfte 19. Jahrhundert (Wohnstallhaus) | straßenbildprägende Gebäude, markanter, in seiner Baukubatur originaler Putzbau von ortsgeschichtlicher Bedeutung | 09207749 |
|                                         | Brücke über kleinen Bach | Naußlitz (Karte)       | um 1900 (Straßenbrücke)                                                  | Brücke überspannt im Rundbogen den Bach, errichtet aus Bruchsteinen, regionalgeschichtlich von Wert | 09205889 |
| Direkt Bild zu diesem Denkmal hochladen | Straßenbrücke über einen Seitenarm der Mulde                                                                                 | Niederstriegis (Karte) | vermutlich 2. Hälfte 19. Jahrhundert (Straßenbrücke)                     | einjochige Steinbogenbrücke mit gemauerter Brüstung mit halbrundem Abschluss, verkehrsgeschichtlich von Bedeutung | 09207728 |
| Direkt Bild zu diesem Denkmal hochladen | Strecke Borsdorf (Sachs) -Abzw Coswig (b. Dre) [6386 BC]                                                                     | Niederstriegis (Karte) | 1868 (Eisenbahnbrücke)                                                   | Eisenbahnbrücke über die Freiberger Mulde; landschaftsprägende 2-Bogen-Steinbrücke, verkehrstechnisches Zeugnis | 09207729 |
| Direkt Bild zu diesem Denkmal hochladen | Striegisbrücke | Niederstriegis (Karte) | 1855 (Straßenbrücke)                                                     | Brücke über die Striegis; zweibogige Steinbrücke, von baugeschichtlicher und ortsgeschichtlicher Bedeutung | 09207725 |
| Direkt Bild zu diesem Denkmal hochladen | Striegis-Brücke | Niederstriegis (Karte) | 1917 (Straßenbrücke)                                                     | Straßenbrücke über die Striegis; einbogige Steinbrücke, verkehrsgeschichtliches Zeugnis von landschaftsprägender Wirkung | 09207743 |
| Direkt Bild zu diesem Denkmal hochladen | Bahnhof Roßwein | Roßwein (Karte)        | 1873/1874 (Empfangsgebäude)                                              | Bahnhof und Nebengebäude (Güterschuppen); baugeschichtlich von Bedeutung, weitgehend original erhaltene Putzbauten, schlichte Gestaltung mit Rundbogenfenstern, frühgründerzeitlicher Bahnhofstyp mit Anklängen an den Schweizerhaus-Stil, von orts- und technikgeschichtlichem Interesse, auf Bahnsteig schöne Holzkonstruktion der Wartehalle | 09205642 |
| Direkt Bild zu diesem Denkmal hochladen | Bahnbrücke | Roßwein (Karte)        | um 1880 (Eisenbahnbrücke)                                                | aus Bruchstein errichtete Brücke, die im Segmentbogen die Bahnhofstraße überspannt | 09205838 |
| Direkt Bild zu diesem Denkmal hochladen | Schlachthof | Roßwein (Karte)        | um 1900 (Schlachthof); um 1900 (Wohnhaus)                                | Schlachthof und Wohnhaus eines Schlachthofes; qualitätvolle gründerzeitliche Klinkerbauten, Schlachthof mit markantem, turmartigem Dachaufbau, ortsgeschichtlich bedeutsam | 09205839 |
| Direkt Bild zu diesem Denkmal hochladen | Brücke | Roßwein (Karte)        | um 1910 (Straßenbrücke)                                                  | steinerne Brücke, die die Freiberger Mulde in zwei Bögen überspannt, Zeugnis der Verkehrsgeschichte | 09205796 |
| Direkt Bild zu diesem Denkmal hochladen | Armaturenwerk | Roßwein (Karte)        | bezeichnet 1923 (Fabrikgebäude)                                          | Industriegebäude in offener Bebauung; baukünstlerisch interessanter Gewerbebau, technikgeschichtlich bedeutsam, aufgrund seiner expressionistischen Gestaltung und der Höhe ortsbildprägend, originaler Zustand, als ehemaliges Armaturenwerk von ortsgeschichtlichem Interesse | 09206015 |
| Direkt Bild zu diesem Denkmal hochladen | Fabrik, baugeschichtlich und technikgeschichtlich von Bedeutung, frei stehend                                                | Roßwein (Karte)        | um 1915 (Fabrikgebäude)                                                  | original erhaltener repräsentativer Putzbau, Dacherker mit markanten Dreiecksgiebeln | 09205824 |
| Direkt Bild zu diesem Denkmal hochladen | Wasserwerk Roßwein | Roßwein (Karte)        | um 1930 (Wasserwerk)                                                     | Wasserwerk in offener Bebauung; technikgeschichtlich und baugeschichtlich von Bedeutung, kleines Wasserhäuschen in traditionalistischer Architektursprache mit geschweiftem Walmdach, originaler Erhaltungszustand | 09206026 |
| Direkt Bild zu diesem Denkmal hochladen | Kursächsischen Postmeilensäule (Sachgesamtheit)                                                                              | Roßwein (Karte)        | bezeichnet 1731 (Postdistanzsäule); 2000 (Kopie)                         | Postmeilensäule; Kopie einer Distanzsäule, verkehrsgeschichtlich und platzbildprägend von Bedeutung | 09304924 |
| Direkt Bild zu diesem Denkmal hochladen | Brunnen | Roßwein (Karte)        | 19. Jahrhundert, womöglich älter (Brunnen)                               | sandsteinerner Brunnen mit achteckigem, langgestrecktem Grundriss, ortsgeschichtlich und technikgeschichtlich von Bedeutung | 09205795 |
| Direkt Bild zu diesem Denkmal hochladen | Wehr zur Walkmühle | Roßwein (Karte)        | 1934 (Wehr)                                                              | Wehr in der Freiberger Mulde mit allen zugehörigen technischen Anlagen; festes Wehr mit Resten der technischen Einrichtungen zur selbsttätigen Steuerung eines beweglichen Wehraufsatzes im Hochwasserfalle, ursprünglich zur Wasserkraftnutzung angelegt und heute als Gefälleausgleich und zur Löschwasserentnahme dienend, als Zeugnis der städtischen Industriegeschichte von stadtgeschichtlicher sowie auf Grund der Seltenheit seiner Konstruktion in Sachsen von technikgeschichtlicher Bedeutung  | 09306094 |
| Direkt Bild zu diesem Denkmal hochladen | Tuchund Deckenfabrik Krondorf & Metzler (ehem.)                                                                              | Roßwein (Karte)        | bezeichnet 1853 (Tuchfabrik); 1911 (Dampfmaschine)                       | Fabrikkomplex einer Textilfabrik, mit technischer Ausstattung (Dampfmaschine); aus zwei Gebäuden bestehende Fabrikanlage der Gründerzeit, als ehemalige Tuchfabrik der Tuchmeister Metzler und Krondorf von ortsgeschichtlicher Bedeutung, technikgeschichtlich von besonderer Bedeutung der historische, komplett eingerichtete Websaal u. a. mit einer Hartmann-Krempel und einigen Jacquard-Webstühlen (ältester Webstuhl von 1914), Dampfmaschine mit Dampf-Hochdruckkessel (Firma „Hanomag“) von 1911 | 09206030 |
| Direkt Bild zu diesem Denkmal hochladen | Mietshaus in offener Bebauung, Fabrik, Nebengebäude und Mauer                                                                | Roßwein (Karte)        | um 1905 (Mietshaus)                                                      | baugeschichtlich und technikgeschichtlich von Bedeutung, Funktionszusammenhang von Wohnhaus und rückwärtig anschließender Fabrik ist erhalten, spätgründerzeitliches Wohngebäude mit qualitätvoller Putzfassade mit Klinkerlisenen, straßenbildprägend aufgrund Zierfachwerk-Erker | 09205646 |
| Direkt Bild zu diesem Denkmal hochladen | Fabrik und Transformatorenhäuschen                                                                                           | Ullrichsberg (Karte)   | um 1930 (Fabrik)                                                         | architektonisch qualitätvoll gestaltete Fabrikanlage, landschaftsprägend an der Freiberger Mulde gelegen, ehemalige Textilfabrik, große Halle mit Sheddächern bekrönt von markantem Turm. ortsgeschichtlich, baugeschichtlich sowie landschaftsprägend von Bedeutung | 09205871 |
| Direkt Bild zu diesem Denkmal hochladen | Muldenbrücke | Ullrichsberg (Karte)   | 1859 (nach anderer Angabe 1881)                                          | Brücke über die Freiberger Mulde; imposante, dreibogige Steinbrücke, verkehrsgeschichtlich bedeutsam | 09207721 |
|                                         | Sachgesamtheit Königlich-Sächsische Triangulierung („Europäische Gradmessung im Königreich Sachsen“); Station 101 Wetterhöhe | Wettersdorf            | bezeichnet 1869 (Triangulationssäule)                                    | Triangulationssäule; Station 2. Ordnung, bedeutendes Zeugnis der Geodäsie des 19. Jahrhunderts, vermessungsgeschichtlich von Bedeutung | 09305074 |

## Sayda, Stadt
| Bild                                    | Bezeichnung | Lage               | Datierung                                                                                    | Beschreibung | ID       |
| --------------------------------------- | --- | ------------------ | -------------------------------------------------------------------------------------------- | --- | -------- |
| Direkt Bild zu diesem Denkmal hochladen | Holzbiegerei R. Wenzel | Friedebach (Karte) | um 1900 (Wohnhaus); um 1900 (Werkstatt)                                                      | Wohnhaus mit Werkstatt; ehemalige Stellmacherei und Holzbiegerei R. Wenzel, kleiner traditioneller Handwerksbetrieb aus dem beginnenden 20. Jahrhundert on gutem Originalzustand, von baugeschichtlichem und ortsgeschichtlichem Wert | 09305975 |
| Direkt Bild zu diesem Denkmal hochladen | Schafbrücke | Friedebach (Karte) | vmtl. 18. Jahrhundert (Straßenbrücke)                                                        | Straßenbrücke; landschaftsbildprägende hohe Steinbogenbrücke über den Chemnitzbach, früher einziger Verkehrsweg zwischen Dorfchemnitz und Friedebach, baugeschichtliche und ortshistorische Bedeutung | 08991092 |
| Direkt Bild zu diesem Denkmal hochladen | Mittelmühle; Kaltofenmühle                                                                                                 | Friedebach (Karte) | 1842 (Mühlentechnik)                                                                         | Mühlentechnik, ehem. Knochenstampfe (Seitengebäude), Bergkeller und Mühlgraben einer Mühle; wichtige technische Anlagen der ehemaligen Ölund Getreidemühle sowie Gebäude der Knochenstampfe, von großer ortsgeschichtlicher und technikgeschichtlicher Bedeutung | 08990995 |
| Direkt Bild zu diesem Denkmal hochladen | Röhrenbohrwerk Friedebach; Röhrenbohrhäusel (volkstümlich)                                                                 | Friedebach (Karte) | 1864 (Wohnhaus); 1864 (Werkstatt)                                                            | Wohnhaus (ohne Anbau) und Röhrenbohrerei mit technischer Ausstattung; einziges erhaltenes mechanisches Holzröhrenbohrwerk in Europa, damit singulär und von besonderem technikgeschichtlichen Wert, Ensemble dazu baugeschichtlich und ortsgeschichtlich von Bedeutung | 08990988 |
| Direkt Bild zu diesem Denkmal hochladen | Transformatorenhäuschen | Friedebach (Karte) | 1938 (Transformatorenstation)                                                                | als Zeugnis für die Elektrifizierung des Ortes von regionalgeschichtlicher Bedeutung | 08991007 |
| Direkt Bild zu diesem Denkmal hochladen | Dittersbacher Rösche; Mortelgrunder Kunstgraben; Mortelbacher Rösche; Revierwasserlaufanstalt (Sachgesamtheit)             | Sayda (Karte)      | 1827 (Mortelgrunder Kunstgraben); 1827–59 (Mortelbacher Rösche); 1857 (Dittersbacher Rösche) | Einzeldenkmale der Sachgesamtheit Revierwasserlaufanstalt: Dittersbacher Rösche mit Mundloch, Mortelgrunder Kunstgraben und Mortelbacher Rösche mit Mundloch (siehe Sachgesamtheitsliste -Obj. 09304805); künstlich angelegte oberund untertägige Wasserleitung zwischen der I. Purschensteiner Rösche auf Dittersbacher Flur im Gemeindegebiet von Neuhausen/Erzgeb. und dem Dittmannsdorfer Teich auf Ullersdorfer Flur im Stadtgebiet von Sayda bzw. auf Dittmannsdorfer Flur im Gemeindegebiet Pfaffrodas, ortsbildprägende Bestandteile eines umfangreichen Systems der bergmännischen Wasserwirtschaft zur Versorgung des Freiberger Bergbaus mit Aufschlagwasser, bergbaugeschichtlich und ortsgeschichtlich von Bedeutung | 08991094 |
|                                         | Sachgesamtheit Königlich-Sächsische Triangulierung („Europäische Gradmessung im Königreich Sachsen“); Station 88 Saidahöhe | Sayda (Karte)      | bezeichnet 1869 (Triangulationssäule)                                                        | Triangulationssäule; Station 2. Ordnung, bedeutendes Zeugnis der Geodäsie des 19. Jahrhunderts, vermessungsgeschichtlich von Bedeutung | 08991023 |
| Direkt Bild zu diesem Denkmal hochladen | Revierwasserlaufanstalt (Sachgesamtheit)                                                                                   | Sayda (Karte)      | 16.–18. Jahrhundert (Bergbauanlage)                                                          | Sachgesamtheitsbestandteil der Revierwasserlaufanstalt im Ortsteil Sayda mit den Einzeldenkmalen: Dittersbacher Rösche mit Mundloch, Mortelgrunder Kunstgraben und Mortelbacher Rösche mit Mundloch (siehe Einzeldenkmalliste -Obj. 08991094); landschaftsbildprägende Bestandteile eines umfangreichen Systems der bergmännischen Wasserwirtschaft zur Versorgung des Freiberger Bergbaus mit Aufschlagwasser, bergbaugeschichtlich und ortsgeschichtlich von besonderer Bedeutung (siehe auch die Sachgesamtheitsliste -Obj. 08991218, Großhartmannsdorf, Zehntel -) | 09304805 |
| Direkt Bild zu diesem Denkmal hochladen | Bahnhof Sayda | Sayda (Karte)      | 1897 (Empfangsgebäude); 1897 (Lokschuppen)                                                   | Empfangsgebäude und Lokschuppen des Bahnhofs Sayda der Kleinbahn (Schmalspurbahn) Mulda -Sayda; zu den letzten erhaltenen baulichen Zeugen der annähernd 70 Jahre betriebenen Schmalspurstrecke gehörend, erlangen das Empfangsgebäude und der zeitgleich erbaute Lokschuppen mit Werkstatt eine verkehrsgeschichtliche und eine große regionalgeschichtliche Bedeutung | 08991039 |
| Weitere Bilder                          | Wasserturm | Sayda (Karte)      | 1893/1894 (Wasserturm)                                                                       | Wasserturm; Zeugnis der städtischen Hochdruckwasserleitung, stadtbildprägend sowie ortsgeschichtlich und technikgeschichtlich von Bedeutung | 08991027 |
| Direkt Bild zu diesem Denkmal hochladen | Königlich-Sächsische Meilensteine (Sachgesamtheit)                                                                         | Sayda (Karte)      | nach 1858 (Stationsstein)                                                                    | Meilenstein, zum Kilometerstein umgearbeitet; ursprünglich Halbmeilenstein, von verkehrsgeschichtlicher Bedeutung | 08991036 |
| Direkt Bild zu diesem Denkmal hochladen | Wegesäule | Sayda (Karte)      | vmtl. 1836/1837 (Wegestein)                                                                  | Natursteinsäule von hoher gestalterischer Qualität, ortsgeschichtliche und verkehrsgeschichtliche Bedeutung | 08991038 |
| Direkt Bild zu diesem Denkmal hochladen | Wegestein | Sayda (Karte)      | 19. Jahrhundert (Wegestein)                                                                  | von verkehrshistorischer Bedeutung | 08991031 |
| Direkt Bild zu diesem Denkmal hochladen | Scheunenreihe, bestehend aus 7 Einzelscheunen                                                                              | Sayda (Karte)      | nach 1842 (Stadtscheune)                                                                     | trotz gewisser baulicher Veränderungen noch gut erhaltener Komplex von Stadtscheunen, die ein inzwischen seltenes Zeugnis für Ackerbürgerstädte sind, stadtgeschichtlich und landschaftsprägend von Bedeutung | 09306069 |
| Direkt Bild zu diesem Denkmal hochladen | Straßenbaumuseum Adam | Sayda (Karte)      | 1925 (Dampfwalze)                                                                            | Dampfwalze; als funktionsfähige, authentisch erhaltene Straßendampfwalze von Seltenheitswert, technikgeschichtlich von Bedeutung | 08991097 |
| Direkt Bild zu diesem Denkmal hochladen | Königlich-Sächsische Meilensteine (Sachgesamtheit)                                                                         | Sayda (Karte)      | nach 1858 (Stationsstein)                                                                    | Meilenstein; Stationsstein, von verkehrsgeschichtlicher Bedeutung | 08991033 |
| Direkt Bild zu diesem Denkmal hochladen | Mortelmühle | Sayda (Karte)      | 1849 lt. Versicherungsakten (Mühle)                                                          | Ehemalige Wassermühle, heute Wohnhaus mit ehemaligem Mühlteich, Mortelgraben (Mühlgraben), Langenwiesengraben (Mühlgraben im Mortelgrund) und Ablaufgraben; weitgehend original erhaltener Mühlenkomplex (ohne Mühlentechnik) von ortshistorischer und bauhistorischer sowie landschaftsprägender Bedeutung | 08991024 |
| Direkt Bild zu diesem Denkmal hochladen | Mortelbacher Rösche; Dittmannsdorfer Teich; Revierwasserlaufanstalt (Sachgesamtheit)                                       | Ullersdorf (Karte) | 1824–1825 (Dittmannsdorfer Teich); 1827–59 (Mortelbacher Rösche)                             | Einzeldenkmale der Sachgesamtheit Revierwasserlaufanstalt: Mortelbacher Rösche und Kunstteich (siehe Sachgesamtheitsliste -Obj. 09304806); künstlich angelegte oberund untertägige Wasserleitung zwischen dem Mortelgrunder Kunstgraben auf Saydaer Flur im Stadtgebiet von Sayda und dem Dittmannsdorfer Teich auf Ullersdorfer Flur im Stadtgebiet von Sayda bzw. auf Dittmannsdorfer Flur im Gemeindegebiet Pfaffrodas, ortsbildprägende Bestandteile eines umfangreichen Systems der bergmännischen Wasserwirtschaft zur Versorgung des Freiberger Bergbaus mit Aufschlagwasser, bergbaugeschichtlich und ortsgeschichtlich von Bedeutung                                                                                     | 08991093 |
| Direkt Bild zu diesem Denkmal hochladen | Revierwasserlaufanstalt (Sachgesamtheit)                                                                                   | Ullersdorf (Karte) | 16.–18. Jahrhundert (Bergbauanlage)                                                          | Sachgesamtheitsbestandteil der Revierwasserlaufanstalt im Ortsteil Ullersdorf mit den Einzeldenkmalen: Mortelbacher Rösche und Dittmannsdorfer Teich (siehe Einzeldenkmalliste -Obj. 08991093); landschaftsbildprägende Bestandteile eines umfangreichen Systems der bergmännischen Wasserwirtschaft zur Versorgung des Freiberger Bergbaus mit Aufschlagwasser, bergbaugeschichtlich und ortsgeschichtlich von besonderer Bedeutung (siehe auch die Sachgesamtheitsliste -Obj. 08991218, Großhartmannsdorf, Zehntel -) | 09304806 |
| Direkt Bild zu diesem Denkmal hochladen | Transformatorenturm | Ullersdorf (Karte) | 1920er-Jahren (Transformatorenstation)                                                       | schlichter verbretterter Fachwerkturm, weitgehend authentisch erhalten, technikgeschichtliche Bedeutung | 08990960 |

## Seelitz
| Bild                                    | Bezeichnung                                                                              | Lage               | Datierung                                                          | Beschreibung | ID       |
| --------------------------------------- | ---------------------------------------------------------------------------------------- | ------------------ | ------------------------------------------------------------------ | --- | -------- |
| Direkt Bild zu diesem Denkmal hochladen | Bogenbrücke aus Porphyrquadern (ohne das Geländer)                                       | (Karte)            | 1824 (Straßenbrücke)                                               | traditionelle Steinbogenbrücke | 08955093 |
| Weitere Bilder                          | Muldentalbahn (Sachgesamtheit); Brücke mit Gleisen und Bahndamm                          | Biesern (Karte)    | 1875 (Eisenbahnbrücke)                                             | Einzeldenkmal in der o. g. Sachgesamtheit: Eisenbahnbrücke mit Gleisen und Bahndamm; (siehe Sachgesamtheitsliste -Obj. 09306181), am km 36, 5 der Eisenbahnstrecke Glauchau-Wurzen (Straße zur Kläranlage Biesern), als Rundbogenbrücke mit Stützpfeilern ausgeführt, gute Sichtwirkung durch freie unverbaute Lage, original erhalten, eisenbahngeschichtlich, technikgeschichtlich und verkehrsgeschichtlich von Bedeutung | 09306152 |
| Weitere Bilder                          | Muldentalbahn (Sachgesamtheit)                                                           | Biesern (Karte)    | 1875 (Bahnkörper)                                                  | Sachgesamtheitsbestandteil der Sachgesamtheit Muldentalbahn, Teilabschnitt Seelitz, OT Biesern mit dem Einzeldenkmal Eisenbahnbrücke (siehe Einzeldenkmalliste -Obj. 09306154, siehe auch Sachgesamtheitsliste -Obj. 09306181); Sachgesamtheit mit allen Bahnanlagen, darunter Gleisanlagen mit Unterund Oberbau, Streckenkilometrierung, Fernmeldeund Signalanlagen, Bahnstationen einschließlich aller Funktionsbauten, Wärterhäuschen, Brücken und Durchlässen in den Gemeinden Glauchau, Stadt (OT Glauchau, Kleinbernsdorf, Reinholdshain), Limbach-Oberfrohna, Stadt (OT Wolkenburg-Kaufungen), Remse (OT Remse), Waldenburg (OT Niederwinkel, Oberwinkel, Waldenburg), Lunzenau, Stadt (OT Lunzenau, Cossen, Rochsburg), Penig, Stadt (OT Markersdorf, Penig, Amerika, Arnsdorf, Thierbach, Zinnberg), Rochlitz, Stadt (OT Penna, Rochlitz), Seelitz (OT Fischheim, Seelitz, Biesern, Steudten), Colditz (OT Colditz, Lastau, Möseln, Sermuth, Zschetzsch), Grimma, Stadt (OT Großbothen), für die Industrieentwicklung des Muldentals wichtige und landschaftsbildende prägende Normalspurbahn, wirtschaftsgeschichtlich, eisenbahngeschichtlich, landschaftsgestaltend sowie regionalgeschichtlich von Bedeutung   | 09306206 |
| Direkt Bild zu diesem Denkmal hochladen | Ehemalige Mühle mit Wohnhaus, Seitengebäude, Teich und Resten des ehemaligen Mühlgrabens | Biesern (Karte)    |                                                                    | geschichtlicher Aussagewert | 09235776 |
| Direkt Bild zu diesem Denkmal hochladen | Muldentalbahn (Sachgesamtheit)                                                           | Fischheim (Karte)  | 1875 (Bahnwärterhaus); 1. Drittel 20. Jahrhundert (Kilometerstein) | Sachgesamtheitsbestandteil der Sachgesamtheit Muldentalbahn, Teilabschnitt Seelitz, OT Fischheim mit dem Sachgesamtheitsteil Bahnwärterhaus und Kilometerstein (siehe auch Sachgesamtheitsliste -Obj. 09306181); Sachgesamtheit mit allen Bahnanlagen, darunter Gleisanlagen mit Unterund Oberbau, Streckenkilometrierung, Fernmeldeund Signalanlagen, Bahnstationen einschließlich aller Funktionsbauten, Wärterhäuschen, Brücken und Durchlässen in den Gemeinden Glauchau, Stadt (OT Glauchau, Kleinbernsdorf, Reinholdshain), Limbach-Oberfrohna, Stadt (OT Wolkenburg-Kaufungen), Remse (OT Remse), Waldenburg (OT Niederwinkel, Oberwinkel, Waldenburg), Lunzenau, Stadt (OT Lunzenau, Cossen, Rochsburg), Penig, Stadt (OT Markersdorf, Penig, Amerika, Arnsdorf, Thierbach, Zinnberg), Rochlitz, Stadt (OT Penna, Rochlitz), Seelitz (OT Fischheim, Seelitz, Biesern, Steudten), Colditz (OT Colditz, Lastau, Möseln, Sermuth, Zschetzsch), Grimma, Stadt (OT Großbothen), für die Industrieentwicklung des Muldentals wichtige und landschaftsbildende prägende Normalspurbahn, wirtschaftsgeschichtlich, eisenbahngeschichtlich, landschaftsgestaltend sowie regionalgeschichtlich von Bedeutung                  | 09306174 |
| Direkt Bild zu diesem Denkmal hochladen | Zweibogige Brücke                                                                        | Gröblitz (Karte)   |                                                                    | aus Porphyrquadern mit Geländer. In den letzten Jahren rekonstruiert | 08955094 |
| Direkt Bild zu diesem Denkmal hochladen | Wegestein                                                                                | Gröblitz           | 19. Jahrhundert (Wegestein)                                        | Höhe ca. 1 Meter, Porphyr, gegiebelt | 08955083 |
| Direkt Bild zu diesem Denkmal hochladen | Wegestein                                                                                | Gröbschütz (Karte) | 19. Jahrhundert (Wegestein)                                        | Höhe ca. 60 cm, gegiebelt, Porphyr | 08955082 |
| Direkt Bild zu diesem Denkmal hochladen | Muldentalbahn (Sachgesamtheit); Brücke                                                   | Seelitz (Karte)    | 1875 (Eisenbahnbrücke); 16. Jahrhundert (Mord- und Sühnekreuz)     | Einzeldenkmale in der o. g. Sachgesamtheit: Eisenbahnbrücke mit Gleisen und Eisenbahndamm; (siehe Sachgesamtheitsliste -Obj. 09306181), über den Erlbach und Sühnekreuz (am Südufer), km 36, 360, mit Stützmauern und vorgelagerter Prallmauer, eisenbahngeschichtlich und regionalhistorische Bedeutung | 08955098 |
| Direkt Bild zu diesem Denkmal hochladen | Muldentalbahn (Sachgesamtheit)                                                           | Seelitz            | 1875 (Bahnkörper)                                                  | Sachgesamtheitsbestandteil der Sachgesamtheit Muldentalbahn, Teilabschnitt Seelitz, OT Seelitz mit dem Einzeldenkmal Eisenbahnbrücke (siehe Einzeldenkmalliste -Obj. 08955098, siehe auch Sachgesamtheitsliste -Obj. 09306181); Sachgesamtheit mit allen Bahnanlagen, darunter Gleisanlagen mit Unterund Oberbau, Streckenkilometrierung, Fernmeldeund Signalanlagen, Bahnstationen einschließlich aller Funktionsbauten, Wärterhäuschen, Brücken und Durchlässen in den Gemeinden Glauchau, Stadt (OT Glauchau, Kleinbernsdorf, Reinholdshain), Limbach-Oberfrohna, Stadt (OT Wolkenburg-Kaufungen), Remse (OT Remse), Waldenburg (OT Niederwinkel, Oberwinkel, Waldenburg), Lunzenau, Stadt (OT Lunzenau, Cossen, Rochsburg), Penig, Stadt (OT Markersdorf, Penig, Amerika, Arnsdorf, Thierbach, Zinnberg), Rochlitz, Stadt (OT Penna, Rochlitz), Seelitz (OT Fischheim, Seelitz, Biesern, Steudten), Colditz (OT Colditz, Lastau, Möseln, Sermuth, Zschetzsch), Grimma, Stadt (OT Großbothen), für die Industrieentwicklung des Muldentals wichtige und landschaftsbildende prägende Normalspurbahn, wirtschaftsgeschichtlich, eisenbahngeschichtlich, landschaftsgestaltend sowie regionalgeschichtlich von Bedeutung   | 09306209 |
| Weitere Bilder                          | Schaukelsteg Sörnzig                                                                     | Sörnzig (Karte)    | 1954/56 (Fußgängerbrücke)                                          | Drahtseilhängebrücke über die Zwickauer Mulde, technikgeschichtlich und landschaftsprägend von Bedeutung | 09235795 |
| Direkt Bild zu diesem Denkmal hochladen | Ehemalige Schmiede                                                                       | Sörnzig (Karte)    |                                                                    | original erhaltener Massivbau von bau- und sozialgeschichtlichem Wert | 09235800 |
| Direkt Bild zu diesem Denkmal hochladen | Königlich-Sächsische Meilensteine (Sachgesamtheit)                                       | Steudten           | nach 1858 (Halbmeilenstein)                                        | Meilenstein; Halbmeilenstein, verkehrsgeschichtlicher Wert | 09235779 |
| Direkt Bild zu diesem Denkmal hochladen | Königlich-Sächsische Meilensteine (Sachgesamtheit)                                       | Steudten (Karte)   | 19. Jahrhundert (Meilenstein)                                      | Meilenstein, später Kilometerstein; Halbmeilenstein, verkehrsgeschichtlicher Wert | 09235781 |
| Weitere Bilder                          | Muldentalbahn (Sachgesamtheit)                                                           | Steudten (Karte)   | 1875 (Durchlass)                                                   | Sachgesamtheitsbestandteil der Sachgesamtheit Muldentalbahn, Teilabschnitt Seelitz, OT Steudten mit dem Sachgesamtheitsteil: Durchlass Silberbach mit Eisenbahndamm und Gleisen (siehe auch Sachgesamtheitsliste -Obj. 09306181); Sachgesamtheit mit allen Bahnanlagen, darunter Gleisanlagen mit Unterund Oberbau, Streckenkilometrierung, Fernmeldeund Signalanlagen, Bahnstationen einschließlich aller Funktionsbauten, Wärterhäuschen, Brücken und Durchlässen in den Gemeinden Glauchau, Stadt (OT Glauchau, Kleinbernsdorf, Reinholdshain), Limbach-Oberfrohna, Stadt (OT Wolkenburg-Kaufungen), Remse (OT Remse), Waldenburg (OT Niederwinkel, Oberwinkel, Waldenburg), Lunzenau, Stadt (OT Lunzenau, Cossen, Rochsburg), Penig, Stadt (OT Markersdorf, Penig, Amerika, Arnsdorf, Thierbach, Zinnberg), Rochlitz, Stadt (OT Penna, Rochlitz), Seelitz (OT Fischheim, Seelitz, Biesern, Steudten), Colditz (OT Colditz, Lastau, Möseln, Sermuth, Zschetzsch), Grimma, Stadt (OT Großbothen), für die Industrieentwicklung des Muldentals wichtige und landschaftsbildende prägende Normalspurbahn, wirtschaftsgeschichtlich, eisenbahngeschichtlich, landschaftsgestaltend sowie regionalgeschichtlich von Bedeutung | 09306175 |
| Direkt Bild zu diesem Denkmal hochladen | Bogenbrücke aus Porphyrquadern (ohne das Geländer)                                       | Winkeln (Karte)    | 1824 (Straßenbrücke)                                               | traditionelle Steinbogenbrücke | 08955093 |
| Direkt Bild zu diesem Denkmal hochladen | Wegestein, verkehrshistorisch von Bedeutung                                              | Zetteritz (Karte)  | 19. Jahrhundert (Wegestein)                                        | Wegestein, verkehrshistorisch von Bedeutung | 09300041 |
| Direkt Bild zu diesem Denkmal hochladen | Mühle: Lagergebäude (um 1910), altes Mühlengebäude (um 1700) und Scheune (vor 1800)      | Zöllnitz (Karte)   | nach 1700 (Mühle)                                                  | markantes Ensemble von Fachwerkbauten von regionalhistorischer Bedeutung | 09235774 |

## Striegistal
| Bild                                    | Bezeichnung | Lage               | Datierung                                                                                       | Beschreibung | ID       |
| --------------------------------------- | --- | ------------------ | ----------------------------------------------------------------------------------------------- | --- | -------- |
| Direkt Bild zu diesem Denkmal hochladen | Bahnhof Böhrigen | Böhrigen (Karte)   | um 1890 (Empfangsgebäude)                                                                       | Empfangsgebäude mit angebauter Wartehalle; zeittypisches Bahnhofsgebäude, eisenbahngeschichtlich und ortsgeschichtlich von Bedeutung | 08955742 |
|                                         | Königlich-Sächsische Meilensteine (Sachgesamtheit)                                                                           | Etzdorf (Karte)    | nach 1858 (Halbmeilenstein)                                                                     | Meilenstein; Halbmeilenstein, verkehrsgeschichtlich von Bedeutung | 08955709 |
| Direkt Bild zu diesem Denkmal hochladen | Königlich-Sächsische Meilensteine (Sachgesamtheit)                                                                           | Etzdorf (Karte)    | nach 1858 (Halbmeilenstein)                                                                     | Meilenstein; Halbmeilenstein, verkehrsgeschichtlich von Bedeutung | 08955733 |
| Direkt Bild zu diesem Denkmal hochladen | Umspann-Werk Etzdorf Südsachsen AG Chemnitz                                                                                  | Etzdorf (Karte)    | um 1910 (Umspannwerk)                                                                           | Umspannwerk und Verwaltungsgebäude; technikgeschichtliche Bedeutung | 08955728 |
| Direkt Bild zu diesem Denkmal hochladen | Segen-Gottes-Erbstolln (Sachgesamtheit); Wehr                                                                                | Gersdorf (Karte)   | 1790 (Wehr)                                                                                     | Einzeldenkmal der Sachgesamtheit Segen-Gottes-Erbstolln: Wehr über die Freiberger Mulde (siehe auch Sachgesamtheitsdokument -Obj. 08955769); technikgeschichtlich und bergbaugeschichtlich von Bedeutung | 09301191 |
| Direkt Bild zu diesem Denkmal hochladen | Segen-Gottes-Erbstolln (Sachgesamtheit); Schacht                                                                             | Gersdorf (Karte)   | 18. Jahrhundert (Schacht), später massiv unterfahren                                            | Einzeldenkmal der Sachgesamtheit Segen-Gottes-Erbstolln: Alter Kunstund Treibeschacht des ehemaligen Segen-Gottes-Erbstollns (siehe auch Sachgesamtheitsdokument -Obj. 08955769); ortshistorisch und bergbaugeschichtlich von Bedeutung | 08955706 |
| Direkt Bild zu diesem Denkmal hochladen | Segen-Gottes-Erbstolln (Sachgesamtheit)                                                                                      | Gersdorf (Karte)   | 16.–18. Jahrhundert (Bergbauanlage)                                                             | Sachgesamtheit bergbauliche Gesamtanlage des Segen-Gottes-Erbstolln mit folgenden Einzeldenkmalen: Bergschänke (siehe Einzeldenkmalliste -Obj. 08955707, Nr. 11), Alter Kunstund Treibeschacht (siehe Einzeldenkmalliste -Obj. 08955706, Nr. 4), Wehr über die Freiberger Mulde (siehe Einzeldenkmalliste -Obj. 09301191) und Huthaus und Bergschmiede (siehe Einzeldenkmalliste -Obj. 09300389, Nr. 9, 10, 11) sowie der der kartierte Bereich der Bergbauanlage mit sämtlichen Schächten, Mundlöchern und Halden als Sachgesamtheitsteile; ortshistorisch und bergbaugeschichtlich von Bedeutung | 08955769 |
| Direkt Bild zu diesem Denkmal hochladen | Mühlengebäude, Seitengebäude, Scheune und zwei Schuppen eines Mühlenanwesens                                                 | Goßberg (Karte)    | 1865 (Wohnmühlenhaus); 1814 (Schneidemühle); bezeichnet 1823 (Seitengebäude); um 1800 (Scheune) | Ensemble von mehreren Bauten unterschiedlichen Alters, großes Wohnmühlengebäude mit qualitätvollem, spätklassizistischem Eingangsportal und dem Seitengebäude mit Mansarddach und Stichbogenportalen, baugeschichtlich, ortsgeschichtlich und technikgeschichtlich von Bedeutung | 09244368 |
| Direkt Bild zu diesem Denkmal hochladen | Kalkbrennöfen | Kaltofen (Karte)   | 16. Jahrhundert (Kalkofen)                                                                      | in Resten vorhandene Kalkbrennöfen und die Löcher, die vom Kalkabbau an den Hängen der Kleinen Striegis ab dem 16. Jahrhundert bis 1897 zeugen, baugeschichtlich und technikgeschichtlich von Bedeutung | 09244326 |
| Direkt Bild zu diesem Denkmal hochladen | Kursächsische Postmeilensäulen (Sachgesamtheit)                                                                              | Kaltofen (Karte)   | bezeichnet 1727 (Viertelmeilenstein)                                                            | Postmeilensäule; Kopie eines Viertelmeilensteins, verkehrsgeschichtlich von Bedeutung | 09304933 |
|                                         | Sachgesamtheit Königlich-Sächsische Triangulierung („Europäische Gradmessung im Königreich Sachsen“); Station 97 Marbachhöhe | Marbach (Karte)    | bezeichnet 1868 (Triangulationssäule)                                                           | Triangulationssäule; Station 2. Ordnung, bedeutendes Zeugnis der Geodäsie des 19. Jahrhunderts, vermessungsgeschichtlich von Bedeutung | 09305073 |
| Direkt Bild zu diesem Denkmal hochladen | Kursächsische Postmeilensäule (Sachgesamtheit)                                                                               | Pappendorf (Karte) | bezeichnet 1727, Kopie (Ganzmeilensäule)                                                        | Postmeilensäule; Kopie einer Ganzmeilensäule, Nr. 20, 1727, Postkurs Nossen -Chemnitz, verkehrsgeschichtlich von Bedeutung | 09304928 |
| Direkt Bild zu diesem Denkmal hochladen | Striegisbrücke | Pappendorf (Karte) | bezeichnet 1719 (Straßenbrücke)                                                                 | Steinbogenbrücke; zweibogige, ansteigende Brücke aus Bruchstein über die Große Striegis, baugeschichtlich, technikgeschichtlich und ortsgeschichtlich von Bedeutung | 09244345 |
| Direkt Bild zu diesem Denkmal hochladen | Mühle mit vorhandener Mühlentechnik                                                                                          | Pappendorf (Karte) | 2. Viertel 19. Jahrhundert (Mühle)                                                              | markantes großes Gebäude mit hohem, steilem Schopfwalmdach, baugeschichtlich, ortsgeschichtlich und technikgeschichtlich von Bedeutung | 09244350 |
| Direkt Bild zu diesem Denkmal hochladen | Kursächsische Postmeilensäulen (Sachgesamtheit)                                                                              | Pappendorf (Karte) | bezeichnet 1727, Kopie (Viertelmeilenstein)                                                     | Postmeilensäule; Kopie eines Viertelmeilensteins von 1727, Nr. 19 des Postkurs Nossen -Chemnitz, verkehrsgeschichtlich von Bedeutung | 09304929 |

## Taura
| Bild                                    | Bezeichnung                                      | Lage          | Datierung                    | Beschreibung | ID       |
| --------------------------------------- | ------------------------------------------------ | ------------- | ---------------------------- | --- | -------- |
| Weitere Bilder                          | Nördliches Produktionsgebäude einer Textilfabrik | Taura (Karte) | 1927 (Fabrikgebäude)         | sechsgeschossiger neuerer Bauteil in Stahlbetonkonstruktion, baugeschichtlich, industriegeschichtlich und ortsgeschichtlich von Bedeutung      | 09233534 |
| Direkt Bild zu diesem Denkmal hochladen | Wasserhochbehälter mit vorgelagerter Treppe      | Taura (Karte) | um 1910 (Wasserhochbehälter) | Putzbau über quadratischem Grundriss, kräftiger Zahnschnittfries, Zeltdach, Eingangsbereich mit Thermenfenster, baugeschichtlich von Bedeutung | 09233535 |

## Waldheim, Stadt
| Bild                                    | Bezeichnung | Lage               | Datierung                                                                                           | Beschreibung | ID       |
| --------------------------------------- | --- | ------------------ | --------------------------------------------------------------------------------------------------- | --- | -------- |
| Direkt Bild zu diesem Denkmal hochladen | Schmiede und Wohnhaus | Massanei (Karte)   | bezeichnet 1896, um 1800 (Schmiede)                                                                 | original erhaltener Fachwerk-Bau von ortsgeschichtlichem und hausgeschichtlichem Interesse | 09207416 |
| Direkt Bild zu diesem Denkmal hochladen | Vermutlich Industrie- und Verwaltungsgebäude einer ehemaligen Salpetersiederei, später Försterei, heute Wohnhaus                                                                        | Massanei (Karte)   | 1. H. 19. Jahrhundert (Chemisch-Pharmazeutische Industrie)                                          | original erhaltener Massivbau mit interessanter Dachlandschaft, ortsgeschichtlich bedeutsam als vermutlicher Bestandteil der Salpetersiederei und als ehemalige Försterei sowie baugeschichtliche bedeutsam | 09207403 |
| Direkt Bild zu diesem Denkmal hochladen | Zschopaubrücke Meinsberg | Meinsberg (Karte)  | um 1930 (Straßenbrücke)                                                                             | Straßenbrücke über die Zschopau; Segmentbogenbrücke aus Bruchstein, die Zschopau in zwei weitgestreckten Bögen überspannend, von architektonischgestalterischer Qualität, zudem verkehrsgeschichtlich von Bedeutung | 09206037 |
| Direkt Bild zu diesem Denkmal hochladen | Ehemalige Papiermühle mit achteckigem Schornstein und 1 Turbine (Francisturbine) mit Welle und Riemenscheiben, Transmission und Steuerdruck sowie Mühlgraben (hinter dem Wehr) und Wehr | Meinsberg (Karte)  | 1888 (Papiermühle)                                                                                  | markante Anlage, welche sich durch ihre Fassadengestaltung (Bruchsteinverblendung mit Ziegelfenstereinfassungen) harmonisch in die Landschaft einfügt, technikgeschichtlich von Bedeutung auf Grund ihrer Authentizität und Komplexität | 09300749 |
| Direkt Bild zu diesem Denkmal hochladen | Transformatorenhäuschen | Reinsdorf (Karte)  | um 1930 (Transformatorenstation)                                                                    | als Zeugnis der Elektrifizierung im ländlichen Raum von baugeschichtlicher und regionalgeschichtlicher Bedeutung | 09207361 |
| Direkt Bild zu diesem Denkmal hochladen | Transformatorenturm | Reinsdorf (Karte)  | nach 1920 (Transformatorenhaus)                                                                     | kleiner Typenbau der örtlichen Energieversorgung, authentisch erhalten, von regionalgeschichtlichem Wert | 09305299 |
| Direkt Bild zu diesem Denkmal hochladen | Brücke | Rudelsdorf (Karte) | 19. Jahrhundert (Brücke)                                                                            | bruchsteinerne Bogenbrücke über den Eulitzbach, Bestandteil der ursprünglichen Dorfstruktur, baugeschichtlich von Bedeutung | 09208076 |
| Weitere Bilder                          | Alte Zschopaubrücke | Waldheim (Karte)   | 1862/1886 (Straßenbrücke)                                                                           | Straßenbrücke über die Zschopau; vierbogige Steinbrücke über die Zschopau, baugeschichtlich und verkehrsgeschichtlich von Bedeutung, zudem stadtbildprägend | 09206947 |
| Weitere Bilder                          | Bahnhof Waldheim | Waldheim (Karte)   | 1916–1920 (Empfangsgebäude)                                                                         | Empfangsgebäude des Bahnhofs und Bahnsteigüberdachung sowie Stellwerk nahe der Eisenbahnbrücke über die Bahnhofstraße; verkehrstechnisches Zeugnis von landesgeschichtlicher Bedeutung, baukünstlerisch wertvoll, Empfangsgebäude im neoklassizistischen Stil der Zeit nach 1910 | 09207274 |
| Direkt Bild zu diesem Denkmal hochladen | Fabrik mit Werkstatt und Garage | Waldheim (Karte)   | um 1900 (Fabrikgebäude); 1927 (Garage)                                                              | ortsgeschichtlich bedeutender Fabrikbau | 09208033 |
| Direkt Bild zu diesem Denkmal hochladen | Ehemalige Webstuhlfabrik in offener Bebauung | Waldheim (Karte)   | um 1890 (Fabrik)                                                                                    | architektonisch qualitätvoller gründerzeitlicher Klinkerbau, von technikgeschichtlicher Bedeutung | 09207440 |
| Direkt Bild zu diesem Denkmal hochladen | Stuhlfabrik F. A. Ludwig | Waldheim (Karte)   | 1895 (Fabrikgebäude)                                                                                | Fabrikanlage; orts- und technikgeschichtlich bedeutsame Anlage, baukünstlerisch interessante Klinkerbauten der Gründerzeit | 09207442 |
| Direkt Bild zu diesem Denkmal hochladen | Fabrik und Schornstein | Waldheim (Karte)   | um 1900 (Fabrikgebäude)                                                                             | technikgeschichtliche und ortsgeschichtliche Bedeutung, Produktionsgebäude mit qualitätvolle Klinkerfassade in markanter Straßenlage | 09207475 |
| Direkt Bild zu diesem Denkmal hochladen | Fabrik und Schornstein | Waldheim (Karte)   | um 1900 (Fabrikgebäude)                                                                             | technikgeschichtlich und ortsgeschichtlich bedeutsam, straßenbildprägender Klinkerbau | 09207474 |
| Direkt Bild zu diesem Denkmal hochladen | Straßenbrücke | Waldheim (Karte)   | 19. Jahrhundert (Straßenbrücke)                                                                     | verkehrstechnisches Zeugnis, im Rundbogen aus Bruchsteinen gemauerte Wegeüberführung, baugeschichtlich und verkehrsgeschichtlich von Bedeutung | 09207242 |
|                                         | Kellerberg (Sachgesamtheit) | Waldheim (Karte)   | ab 16. Jahrhundert (Bergbauanlage)                                                                  | Sachgesamtheit Waldheimer Kellerberg; unterirdisches Gangsystem von ortsgeschichtlicher Bedeutung, vermutlich als Lagerräume für die Bürger Waldheims genutzt | 09207233 |
| Direkt Bild zu diesem Denkmal hochladen | Zschopaubrücke Meinsberg | Waldheim (Karte)   | um 1930 (Straßenbrücke)                                                                             | Straßenbrücke über die Zschopau; Segmentbogenbrücke aus Bruchstein, die Zschopau in zwei weitgestreckten Bögen überspannend, von architektonischgestalterischer Qualität, zudem verkehrsgeschichtlich von Bedeutung | 09206037 |
| Direkt Bild zu diesem Denkmal hochladen | Schleuse | Waldheim (Karte)   | 1. Hälfte 20. Jahrhundert (Schleuse)                                                                | technikgeschichtlich bedeutsame Anlage, reguliert den Höhenunterschied zwischen Zschopau und abzweigendem Werkgraben zur ehem. Papierfabrik Meinsberg (Gemeinde Ziegra-Knobelsdorf) | 09208004 |
| Direkt Bild zu diesem Denkmal hochladen | Wegstein | Waldheim (Karte)   | | verkehrsgeschichtliches Zeugnis | 09207480 |
| Direkt Bild zu diesem Denkmal hochladen | Heiligenborn Viadukt | Waldheim (Karte)   | 1850–1852 (Viadukt)                                                                                 | Eisenbahnviadukt; bedeutend für die Verkehrsgeschichte, landschaftsprägendes Bauwerk zwischen Waldheim und Ortsteil Heiligenborn | 09207437 |
| Direkt Bild zu diesem Denkmal hochladen | Lindenhofviadukt; Eisenbahnstrecke Waldheim – Kriebethal | Waldheim (Karte)   | 1895/1896 (Viadukt)                                                                                 | Eisenbahnviadukt; sehr hoch aufragendes, landschaftsprägendes Gerüstpfeilerviadukt, größtes Ingenieurbauwerk der Zweigstrecke nach Kriebethal und eine der größten in Sachsen erhaltenen Eisenbahnbrücken dieser Konstruktion, technikgeschichtlich und eisenbahngeschichtlich von Bedeutung | 09207436 |
| Weitere Bilder                          | Kursächsische Postmeilensäulen (Sachgesamtheit) | Waldheim (Karte)   | bezeichnet 1724 (Postdistanzsäule)                                                                  | Postmeilensäule; Kopie einer Distanzsäule, verkehrsgeschichtlich von Bedeutung | 09304980 |
| Direkt Bild zu diesem Denkmal hochladen | Bergmanns Hof (Zigarrenfabrik) | Waldheim (Karte)   | an der Hofseite bezeichnet 1909 (Wohn- und Geschäftshaus); 1. Hälfte 19. Jahrhundert (Nebengebäude) | Wohn- und Geschäftshaus in geschlossener Bebauung mit Hofgebäuden und Fabrik; baugeschichtlich und ortsgeschichtlich von Bedeutung, platzprägender, stattlicher, spätgründerzeitlicher Bau mit aufwendiger deutscher Neorenaissancefassade, ehemalige Zigarrenfabrik im Hof von technikgeschichtlicher Bedeutung, Hofgebäude im Kern eines der ältesten Häuser Waldheims (bezeichnet 1615), an einem weiteren Hofgebäude ein Sitznischenportal (bezeichnet 1708) | 09207186 |
| Direkt Bild zu diesem Denkmal hochladen | Fabrik in offener Bebauung | Waldheim (Karte)   | um 1910 (Fabrikgebäude)                                                                             | außergewöhnlich gestalteter Klinkerbau, baukünstlerisch und technikgeschichtlich von Bedeutung, Jugendstildekor | 09207350 |

## Wechselburg
| Bild                                    | Bezeichnung                                                                       | Lage                 | Datierung | Beschreibung | ID       |
| --------------------------------------- | --------------------------------------------------------------------------------- | -------------------- | --- | --- | -------- |
| Weitere Bilder                          | Wegestein                                                                         | Corba (Karte)        | 19. Jahrhundert (Wegestein)                                                                                     | Porphyr, Höhe ca. 55 cm, verkehrsgeschichtlich von Bedeutung | 08955126 |
| Weitere Bilder                          | Zwickauer-Mulden-Brücke                                                           | Göhren (Karte)       | 1903/1904 (Straßenbrücke)                                                                                       | Straßenbrücke über Zwickauer Mulde; qualitätvolle Bogenbrücke aus Bruchsteinmauerwerk, baugeschichtlich und technikgeschichtlich von Bedeutung | 08955156 |
| Weitere Bilder                          | Göhrener Viadukt                                                                  | Göhren (Karte)       | 1869–1871 (Viadukt)                                                                                             | Eisenbahnviadukt über die Zwickauer Mulde; imposanter Brückenbau, Eisenbahnbrücke der Strecke Leipzig–Kieritzsch–Chemnitz, überspannt die Eisenbahnstrecke Glauchau–Wurzen (Muldentalbahn), gehört neben der Göltzschtalbrücke und der Elstertalbrücke zu den bedeutenden frühen Brückenbauwerken in Sachsen und weltweit, bedeutender Zeuge des sich im 18. Jahrhundert entwickelnden Quaderbrückenbaus, weist eine klare Konstruktion und qualitätsvolle Ausführung auf, baugeschichtlich, verkehrsgeschichtlich, technikgeschichtlich und landschaftsgestaltend von Bedeutung | 08955127 |
| Weitere Bilder                          | Alte Mühle                                                                        | Göhren (Karte)       | Wohnhaus vermutlich um 1750 (Mühle); bezeichnet 1747 (Sitznischenportal)                                        | Mühlenanwesen mit westlichem Wohnhaus sowie nördlichem und südlichem Seitengebäude; Gebäudeensemble mit baugeschichtlicher und ortsgeschichtlicher Bedeutung, Seltenheitswert | 08955128 |
| Direkt Bild zu diesem Denkmal hochladen | Wasserhochbehälter und Druckvorrichtung                                           | Hartha (Karte)       | Ende 19. Jahrhundert (Wasserhochbehälter)                                                                       | ursprünglich auch noch mit Windrad, diente der Wasserversorgung des Dorfes, technikgeschichtlich von Bedeutung | 08955151 |
| Direkt Bild zu diesem Denkmal hochladen | Grenzstein                                                                        | Hartha (Karte)       | 19. Jahrhundert (Grenzstein)                                                                                    | ortsgeschichtlich von Bedeutung | 08955152 |
|                                         | Windrad mit Wasserpumpstation                                                     | Meusen (Karte)       | bezeichnet 1905 (Windrad)                                                                                       | Eisenkonstruktion, technikgeschichtlich von Bedeutung | 08955158 |
| Weitere Bilder                          | Königlich-Sächsische Meilensteine (Sachgesamtheit)                                | Mutzscheroda (Karte) | nach 1858 (Meilenstein)                                                                                         | Meilenstein; Halbmeilenstein, verkehrsgeschichtlich von Bedeutung | 08955120 |
| Weitere Bilder                          | Muldentalbahn (Sachgesamtheit)                                                    | Wechselburg (Karte)  | 1875 (Eisenbahnbrücke); 1934 (Eisenbahnbrücke); 1875 (Straßenbrücke)                                            | Sachgesamtheitsbestandteil der Sachgesamtheit Muldentalbahn, Teilabschnitt Wechselburg, OT Wechselburg mit dem Einzeldenkmal Bahnhof Wechselburg (siehe Einzeldenkmalliste -Obj. 09235365) sowie den Sachgesamtheitsteilen Eisenbahnbrücke und Eisenbahnunterführung Rochlitzer Straße (siehe auch Sachgesamtheitsliste -Obj. 09306181); Sachgesamtheit mit allen Bahnanlagen, darunter Gleisanlagen mit Unterund Oberbau, Streckenkilometrierung, Fernmeldeund Signalanlagen, Bahnstationen einschließlich aller Funktionsbauten, Wärterhäuschen, Brücken und Durchlässen in den Gemeinden Glauchau, Stadt (OT Glauchau, Kleinbernsdorf, Reinholdshain), Limbach-Oberfrohna, Stadt (OT Wolkenburg-Kaufungen), Remse (OT Remse), Waldenburg (OT Niederwinkel, Oberwinkel, Waldenburg), Lunzenau, Stadt (OT Lunzenau, Cossen, Rochsburg), Penig, Stadt (OT Markersdorf, Penig, Amerika, Arnsdorf, Thierbach, Zinnberg), Rochlitz, Stadt (OT Penna, Rochlitz), Seelitz (OT Fischheim, Seelitz, Biesern, Steudten), Colditz (OT Colditz, Lastau, Möseln, Sermuth, Zschetzsch), Grimma, Stadt (OT Großbothen), für die Industrieentwicklung des Muldentals wichtige und landschaftsbildende prägende Normalspurbahn, wirtschaftsgeschichtlich, eisenbahngeschichtlich, landschaftsgestaltend sowie regionalgeschichtlich von Bedeutung | 09306172 |
| Weitere Bilder                          | Zwickauer-Mulde-Brücke                                                            | Wechselburg (Karte)  | 1844–1846 (Straßenbrücke)                                                                                       | Straßenbrücke über die Zwickauer Mulde; fünfjochige Brücke in Porphyr, von überregionaler und technikgeschichtlicher Bedeutung | 09235425 |
| Weitere Bilder                          | Muldentalbahn (Sachgesamtheit); Bahnhof Wechselburg; Chemnitztalbahn              | Wechselburg (Karte)  | 1905 (Empfangsgebäude); um 1875 (Unterführung); 1875 (Eisenbahnbrücke); 1902 (Stellwerk); um 1910 (Gartenlokal) | Einzeldenkmale in der o. g. Sachgesamtheit: Empfangsgebäude, Gartenlokal (neben dem Empfangsgebäude) mit Gastwirtschaftsgarten, zwei Stellwerke (Stellwerk W1 mit technischer Ausstattung), Bahnsteigüberdachungen, Gleise, Stützmauer, Eisenbahnbrücke (km 32, 110, Anger/Bahnhofstraße) sowie Eisenbahnbrücke (km 31, 4, Bahnhofstraße), 3 Signalanlagen, Weichenstellanlage, 2 Telegrafenmasten des Bahnhofs Wechselburg; (siehe Sachgesamtheitsliste -Obj. 09306181), Station der Chemnitztalbahn und Muldentalbahn mit vollständig erhaltener technischer Ausstattung, Seltenheitswert, eisenbahngeschichtlicher, technikgeschichtlich und ortsgeschichtlicher Wert | 09235365 |
|                                         | Wohnhaus sowie zwei Seitengebäude und Hofpflaster eines ehemaligen Mühlenanwesens | Wechselburg (Karte)  | um 1800 (Mühle)                                                                                                 | gut erhaltener Gebäudekomplex in Fachwerkbauweise von bauhistorischer und städtebaulicher Bedeutung | 09235428 |
| Weitere Bilder                          | Kunstmühle                                                                        | Wechselburg (Karte)  | 1876/77 (Getreidemühle)                                                                                         | Industriemühle mit Mühlgrabenteilstück und 4 Mühlsteinen sowie Sägemühle mit Sägegatter; einer der ältesten Mühlenstandorte Sachsens, bis 1960 genutzt, seltene Konstruktion mit unter dem Mühlgebäude durchgeführtem Mühlgraben, ehemals 2 Francisturbinen zum Antrieb der Maschinen, vor der Mühle befinden sich insgesamt 4 Mühlsteine, bemerkenswertes Bauensemble von baugeschichtlich, technikgeschichtlich und ortshistorische Bedeutung | 09235427 |
| Weitere Bilder                          | Königlich-Sächsische Meilensteine (Sachgesamtheit)                                | Wechselburg (Karte)  | nach 1858 (Stationsstein)                                                                                       | Meilenstein; Stationsstein, Straße nach Nöbeln, verkehrsgeschichtlich von Bedeutung | 09235455 |

## Weißenborn/Erzgeb.
| Bild                                    | Bezeichnung | Lage                         | Datierung                                                                                          | Beschreibung | ID       |
| --------------------------------------- | --- | ---------------------------- | -------------------------------------------------------------------------------------------------- | --- | -------- |
|                                         | Hohe Birke Kunstgraben; Mendenschachter Aufschlagrösche; Revierwasserlaufanstalt (Sachgesamtheit)                                      | Berthelsdorf/Erzgeb. (Karte) | 1589/1590 (Kunstgraben)                                                                            | Einzeldenkmale der Sachgesamtheit Revierwasserlaufanstalt: Hohe Birke Kunstgraben einschließlich aller Gewölbebrücken, Röschen und einem Mundloch sowie Mendenschachter Aufschlagrösche (siehe Sachgesamtheitsliste -Obj. 09306329); künstlich angelegte oberund untertägige Wasserleitung zwischen dem Rothbächer Teich auf Brand-Erbisdorfer Flur und dem Freiberger Ortsteil Zug, diente als Teil der Revierwasserlaufanstalt, einem umfangreichen System der bergmännischen Wasserwirtschaft, zur Bereitstellung von Aufschlagwasser für nahegelegene Gruben und Wäschen des Brander, Zuger und Freiberger Reviers, landschaftsund ortsbildprägendes Zeugnis der bergmännischen Wasserversorgung von besonderer bergbaugeschichtlicher und ortsgeschichtlicher Bedeutung | 09208707 |
| Weitere Bilder                          | Hüttenteich; Bauerzuggraben; Revierwasserlaufanstalt (Sachgesamtheit)                                                                  | Berthelsdorf/Erzgeb. (Karte) | 1558–1560 (Kunstteich); um 1558 (Kunstgraben)                                                      | Einzeldenkmale der Sachgesamtheit Revierwasserlaufanstalt: Kunstteich mit Teichdamm, Wellenschutzmauer, Überlauf und Flutrinne, Fluterhaus, Striegelhaus und Verteilerhaus sowie Bauerzuggraben (siehe Sachgesamtheitsliste -Obj. 09306329); landschaftsbildprägende Bestandteile eines umfangreichen Systems der bergmännischen Wasserwirtschaft zur Versorgung des Freiberger Bergbaus mit Aufschlagwasser, bergbaugeschichtlich und ortsgeschichtlich von besonderer Bedeutung | 09208703 |
| Weitere Bilder                          | Lother Teich (Mühlteich); Revierwasserlaufanstalt (Sachgesamtheit)                                                                     | Berthelsdorf/Erzgeb. (Karte) | 2. Hälfte 16. Jahrhundert (Teich)                                                                  | Einzeldenkmal der Sachgesamtheit Revierwasserlaufanstalt: Kunstteich einschließlich Teichdamm und Überlauf (siehe Sachgesamtheitsliste -Obj. 09306329); landschaftsbildprägendes Bestandteil eines umfangreichen Systems der bergmännischen Wasserwirtschaft zur Versorgung des Freiberger Bergbaus mit Aufschlagwasser, bergbaugeschichtlich und ortsgeschichtlich von besonderer Bedeutung | 09208698 |
| Direkt Bild zu diesem Denkmal hochladen | Wegestein | Berthelsdorf/Erzgeb. (Karte) | 19. Jahrhundert (Wegestein)                                                                        | verkehrsgeschichtlich von Bedeutung | 09208745 |
|                                         | Revierwasserlaufanstalt (Sachgesamtheit)                                                                                               | Berthelsdorf/Erzgeb. (Karte) | 16.–18. Jahrhundert (Bergbauanlage)                                                                | Sachgesamtheitsbestandteil der Revierwasserlaufanstalt im Ortsteil Berthelsdorf/Erzgeb. mit den Einzeldenkmalen: Röschenhaus, zwei Nebengebäude und Brunnenhaus (siehe Einzeldenkmalliste -Obj. 09208697), Müdisdorfer Rösche mitsamt Nebenzweig, Mundloch und Grenzstein (siehe Einzeldenkmalliste -Obj. 09304681), Hohe Birke Kunstgraben einschließlich aller Gewölbebrücken, Röschen und einem Mundloch sowie Mendenschachter Aufschlagrösche (siehe Einzeldenkmalliste -Obj. 09208707), Lother Teich einschließlich Teichdamm und Überlauf (siehe Einzeldenkmalliste -Obj. 09208698), Konstantin Teich einschließlich Teichdamm und Einlaufgebäude (siehe Einzeldenkmalliste -Obj. 09208746), Hüttenteich mit Teichdamm, Wellenschutzmauer, Überlauf und Flutrinne, Fluterhaus, Striegelhaus und Verteilerhaus sowie Bauerzuggraben (siehe Einzeldenkmalliste -Obj. 09208703); landschaftsbildprägende Bestandteile eines umfangreichen Systems der bergmännischen Wasserwirtschaft zur Versorgung des Freiberger Bergbaus mit Aufschlagwasser, bergbaugeschichtlich und ortsgeschichtlich von besonderer Bedeutung (siehe auch die Sachgesamtheitsliste -Obj. 08991218, Großhartmannsdorf, Zehntel -) | 09306329 |
| Weitere Bilder                          | Müdisdorfer Rösche; Alte Müdisdorfer Rösche (Nebenzweig); Revierwasserlaufanstalt (Sachgesamtheit)                                     | Berthelsdorf/Erzgeb. (Karte) | 1589–1590 (Rösche); 1598 Fertigstellung Nebenzweig (Rösche)                                        | Einzeldenkmale der Sachgesamtheit Revierwasserlaufanstalt: Müdisdorfer Rösche mitsamt Nebenzweig, Mundloch und Grenzstein (siehe Sachgesamtheitsliste -Obj. 09306329); landschaftsbildprägende Bestandteile eines umfangreichen Systems der bergmännischen Wasserwirtschaft zur Versorgung des Freiberger Bergbaus mit Aufschlagwasser, bergbaugeschichtlich und ortsgeschichtlich von besonderer Bedeutung | 09304681 |
| Weitere Bilder                          | Konstantin Teich; Revierwasserlaufanstalt (Sachgesamtheit)                                                                             | Berthelsdorf/Erzgeb. (Karte) | um 1580 (Teich)                                                                                    | Einzeldenkmale der Sachgesamtheit Revierwasserlaufanstalt: Kunstteich einschließlich Teichdamm und Einlaufgebäude (siehe Sachgesamtheitsliste -Obj. 09306329); landschaftsbildprägende Bestandteile eines umfangreichen Systems der bergmännischen Wasserwirtschaft zur Versorgung des Freiberger Bergbaus mit Aufschlagwasser, bergbaugeschichtlich und ortsgeschichtlich von besonderer Bedeutung | 09208746 |
| Direkt Bild zu diesem Denkmal hochladen | Konstantinschacht | Berthelsdorf/Erzgeb. (Karte) | 16. Jahrhundert (Halde)                                                                            | Halde mit Stützmauer; ortsgeschichtlich und bergbaugeschichtlich von Bedeutung | 09208747 |
| Direkt Bild zu diesem Denkmal hochladen | Alte Mordgrube Fundgrube; Vereinigt Feld bei Brand; Königliche Mittelgrube; Lederwerke Moritz Stecher; Alte Mordgrube (Sachgesamtheit) | Berthelsdorf/Erzgeb. (Karte) | 16. Jahrhundert bis Anf. 20. Jahrhundert (Halde); 1829/1830 (Kunstgraben); 1829/1830 (Erzbahndamm) | Einzeldenkmale in o. g. Sachgesamtheit: Halde des Menden Schachts mit Haldenstützmauern sowie Erzbahndamm mit Resten eines Kunstgrabens (siehe auch das korrespondierende Einzeldenkmaldokument obj. 09208674 und das zugehörige Sachgesamtheitsbestandteildokument obj. 09305169 in der Gemeinde Weißenborn/Erzgeb. sowie das Sachgesamtheitsdokument „Alte Mordgrube“ obj. 09208594 in der Gemeinde Brand-Erbisdorf); zentraler Bestandteil des Ensembles der Alten Mordgrube und als eine der größten Halden des Brander Reviers sowie in Verbindung mit dem Erzbahndamm als Zeugnis technischer Innovationen von bergbaugeschichtlicher, ortshistorischer sowie ortsbildprägender Bedeutung | 09305166 |
| Direkt Bild zu diesem Denkmal hochladen | Alte Mordgrube Fundgrube; Vereinigt Feld bei Brand; Königliche Mittelgrube; Lederwerke Moritz Stecher; Alte Mordgrube (Sachgesamtheit) | Berthelsdorf/Erzgeb. (Karte) | 16. Jahrhundert bis Anf. 20. Jahrhundert (Bergbauanlage)                                           | Sachgesamtheit „Alte Mordgrube“: Bergbauanlagen im Gemeindegebiet von Brand-Erbisdorf (OT Brand-Erbisdorf) sowie im Gemeindegebiet von Weißenborn/Erzgeb. (OT Berthelsdorf/Erzgeb.), davon gehören zum Teilabschnitt OT Berthelsdorf/Erzgeb.: die Einzeldenkmale Halde des Menden Schachts mit Haldenstützmauern sowie Erzbahndamm mit Resten eines Kunstgrabens (An der Zugspitze obj. 09305166) und das Sachgesamtheitsteil ehem. Obstwiese der Lederwerke Moritz Stecher (vgl. Erläuterung im Denkmaltext); als eines der bekannten und hinsichtlich des Denkmalbestandes bedeutenden Bergbauensembles des Freiberger und Brander Reviers von großer bergbaugeschichtlicher und technikgeschichtlicher Bedeutung, aufgrund der Nachnutzung des Komplexes zum Ende des Bergbaus durch die Lederwerke Moritz Stecher einzigartig und zudem von großer regionalgeschichtlicher, industriegeschichtlicher sowie landschaftsbildprägender Bedeutung (siehe auch das Sachgesamtheitsdokument „Alte Mordgrube“ obj. 09208594 in der Gemeinde Brand-Erbisdorf) | 09305169 |
| Direkt Bild zu diesem Denkmal hochladen | Kraußens Mühle | Berthelsdorf/Erzgeb. (Karte) | 2. Hälfte 19. Jahrhundert (Mühle)                                                                  | Mühle; schlichter Putzbau, ortsgeschichtlich, bergbaugeschichtlich und straßenbildprägend von Bedeutung | 09208695 |
| Direkt Bild zu diesem Denkmal hochladen | Wegestein | Berthelsdorf/Erzgeb.         | 19. Jahrhundert (Wegestein)                                                                        | von ortsgeschichtlicher Bedeutung | 09208887 |
| Direkt Bild zu diesem Denkmal hochladen | Obermühle | Berthelsdorf/Erzgeb. (Karte) | bezeichnet 1884, im Kern älter (Wohnstallhaus); 1884 (Scheune)                                     | Ehemaliges Mühlenanwesen mit Wohnstallhaus mit angebautem Seitengebäude und zwei Scheunen über winkligem Grundriss; geschlossen erhaltene zeit- und landschaftstypische Hofanlage mit Fachwerk-Wohnstallhaus, baugeschichtlich, ortsgeschichtlich und ortsbildprägend von Bedeutung | 09208699 |
|                                         | Röschenhaus; Revierwasserlaufanstalt (Sachgesamtheit)                                                                                  | Berthelsdorf/Erzgeb. (Karte) | 1812 (Wohnhaus); Anf. 19. Jahrhundert (Nebengebäude); Anf. 19. Jahrhundert (Brunnenhaus)           | Einzeldenkmale der Sachgesamtheit Revierwasserlaufanstalt: Wohnhaus (sog. Röschenhaus), zwei Nebengebäude und Brunnenhaus (siehe Sachgesamtheitsliste -Obj. 09306329); als Sitz des ehemaligen Röschensteigers der Müdisdorfer Rösche Bestandteil eines umfangreichen Systems der bergmännischen Wasserwirtschaft zur Versorgung des Freiberger Bergbaus mit Aufschlagwasser, bergbaugeschichtlich, ortsgeschichtlich und technikgeschichtlich von Bedeutung | 09208697 |
| Direkt Bild zu diesem Denkmal hochladen | Wernergraben; Muldenwasserversorgung                                                                                                   | Weißenborn/Erzgeb. (Karte)   | ab 1827 (Kunstgraben)                                                                              | Kunstgraben am Stangenberg; wasserwirtschaftliche Anlage des sächsischen Bergbaus zur Versorgung der Grube Morgenstern, der Muldner Hütte sowie der dortigen Pulverfabrik mit Aufschlagund Betriebswasser, Teil der sog. Muldenwasserversorgung innerhalb der Revierwasserlaufanstalt Freiberg, bergbaugeschichtlich, ortsgeschichtlich und technikgeschichtlich von Bedeutung | 09209118 |
| Direkt Bild zu diesem Denkmal hochladen | Altbergbaugebiet Rammelsberg (Sachgesamtheit); Freiberger Revier                                                                       | Weißenborn/Erzgeb. (Karte)   | 15. Jahrhundert bis ca. 1950, Bergbauaktivitäten im Revier (Bergbauanlage)                         | Sachgesamtheitsbestandteil Altbergbaugebiet Rammelsberg: Bergbaufolgelandschaft mit Halden und Bingen, Haldenund Bingenzügen, mehreren Huthäusern und Resten von Bergbauteichen im Gebiet der Gemeinde Bobritzsch-Hilbersdorf mit denzugehörigen Ortsteilen Hilbersdorf und Niederbobritzsch sowie der Gemeinde Weißenborn/Erzgeb. mit dem zugehörigen Ortsteil Weißenborn, davon gehören zum Teilabschnitt Gemeinde Weißenborn/Erzgeb., OT Weißenborn: die Einzeldenkmale ehem. Huthaus und Halde der Grube „Himmelsfürst samt Günther Erbstolln“ (Forstweg 22 -Obj. 09209146) und die Sachgesamtheitsteile Halden, Bingen, Haldenund Bingenzüge sowie ein Teichdamm (vgl. Aufzählung im Erfassungstext); Altbergbaugebiet Rammelsberg und Schieferleithe mit einer Vielzahl von kleinen Halden und Bingen auf den Fluren von Hilbersdorf, Niederbobritzsch und Weißenborn, wichtiges frühes Abbaugebiet des Freiberger Reviers mit Blütezeit im 16. Jahrhundert, in dieser Zeit auch reger Zinnbergbau, Hauptbergbau auf Silber, Kupfer und Blei, Abbautätigkeiten von wenigen Gruben noch bis ins 19. Jahrhundert hinein, zuletzt Erzerkundungsarbeiten durch die SDAG Wismut nach 1945, von ortsgeschichtlicher, bergbaugeschichtlicher und landschaftsprägender Bedeutung (siehe auch das Sachgesamtheitsdokument der Gemeinde Bobritzsch-Hilbersdorf, OT Hilbersdorf -Obj. 09306039 sowie das Sachgesamtheitsbestandteildokument des OT Niederbobritzsch -Obj. 09306040) | 09306041 |
| Direkt Bild zu diesem Denkmal hochladen | Himmelsfürst samt Günther Erbstolln; Altbergbaugebiet Rammelsberg (Sachgesamtheit); Freiberger Revier                                  | Weißenborn/Erzgeb. (Karte)   | 2. Hälfte 17. Jahrhundert (Huthaus); 17./18. Jahrhundert (Halde)                                   | Einzeldenkmale der o. g. Sachgesamtheit: Ehem. Huthaus und Halde der Grube „Himmelsfürst samt Günther Erbstolln“ (siehe auch das Sachgesamtheitsdokument -Obj. 09306041); als Zeugnisse der wirtschaftlich bedeutendsten der Weißenborner Zechen und als letztes in Weißenborn erhaltenes Zechengebäude von bergbaugeschichtlicher Bedeutung | 09209146 |
| Direkt Bild zu diesem Denkmal hochladen | Straßenbrücke über die Freiberger Mulde                                                                                                | Weißenborn/Erzgeb. (Karte)   | um 1900 (Straßenbrücke)                                                                            | zweibogige Natursteinbrücke mit schmiedeeisernem Geländer, baugeschichtlich und technikgeschichtlich von Bedeutung | 09209131 |
| Direkt Bild zu diesem Denkmal hochladen | Alte Mühle | Weißenborn/Erzgeb. (Karte)   | um 1800 (Mühle)                                                                                    | Mühle (später Werkschule); weitgehend authentisch erhaltenes Mühlengebäude mit baugeschichtlicher, ortsgeschichtlicher und technikgeschichtlicher Bedeutung | 09209127 |
| Direkt Bild zu diesem Denkmal hochladen | Langenrinnesche Mühle; Schubertmühle                                                                                                   | Weißenborn/Erzgeb. (Karte)   | 2. Hälfte 18. Jahrhundert (Mühle)                                                                  | Mühle; bildprägender Fachwerkbau von baugeschichtlicher, ortsgeschichtlicher und technikgeschichtlicher Bedeutung | 09209117 |
| Direkt Bild zu diesem Denkmal hochladen | Brücke über den Wernergraben | Weißenborn/Erzgeb. (Karte)   | 19. Jahrhundert (Zufahrtsbrücke)                                                                   | Zeugnis alter Wegstruktur, baugeschichtlich von Bedeutung | 09209148 |

## Zettlitz
| Bild                                    | Bezeichnung                                              | Lage            | Datierung                                 | Beschreibung | ID       |
| --------------------------------------- | -------------------------------------------------------- | --------------- | ----------------------------------------- | --- | -------- |
| Direkt Bild zu diesem Denkmal hochladen | Muldentalbahn (Sachgesamtheit)                           | Kralapp (Karte) | 1875 (Eisenbahnbrücke); 1875 (Bahnkörper) | Sachgesamtheitsbestandteil der Sachgesamtheit Muldentalbahn, Teilabschnitt Zettlitz, OT Kralapp mit den Einzeldenkmalen Durchlass Lochmühlenbach (siehe Einzeldenkmalliste -Obj. 09306159) und Bahnwärterhaus (siehe Einzeldenkmalliste -Obj. 09306157) sowie dem Sachgesamtheitsteil Eisenbahnbrücke (siehe auch Sachgesamtheitsliste -Obj. 09306181); Sachgesamtheit mit allen Bahnanlagen, darunter Gleisanlagen mit Unterund Oberbau, Streckenkilometrierung, Fernmeldeund Signalanlagen, Bahnstationen einschließlich aller Funktionsbauten, Wärterhäuschen, Brücken und Durchlässen in den Gemeinden Glauchau, Stadt (OT Glauchau, Kleinbernsdorf, Reinholdshain), Limbach-Oberfrohna, Stadt (OT Wolkenburg-Kaufungen), Remse (OT Remse), Waldenburg (OT Niederwinkel, Oberwinkel, Waldenburg), Lunzenau, Stadt (OT Lunzenau, Cossen, Rochsburg), Penig, Stadt (OT Markersdorf, Penig, Amerika, Arnsdorf, Thierbach, Zinnberg), Rochlitz, Stadt (OT Penna, Rochlitz), Seelitz (OT Fischheim, Seelitz, Biesern, Steudten), Colditz (OT Colditz, Lastau, Möseln, Sermuth, Zschetzsch), Grimma, Stadt (OT Großbothen), für die Industrieentwicklung des Muldentals wichtige und landschaftsbildende prägende Normalspurbahn, wirtschaftsgeschichtlich, eisenbahngeschichtlich, landschaftsgestaltend sowie regionalgeschichtlich von Bedeutung | 09306158 |
| Direkt Bild zu diesem Denkmal hochladen | Muldentalbahn (Sachgesamtheit); Durchlass Lochmühlenbach | Kralapp         | 1875 (Durchlass); 1875 (Bahnkörper)       | Einzeldenkmale in der o. g. Sachgesamtheit: Durchlass mit Eisenbahndamm und Gleisen; (siehe Sachgesamtheitsliste -Obj. 09306181), als Segmentbogenbrücke über den Lochmühlenbach ausgeführt, wahrscheinlich erneuert, bei km 43, 4 der Eisenbahnstrecke Glauchau-Wurzen (Muldentalbahn), eisenbahngeschichtlich, verkehrsgeschichtlich und technikgeschichtlich von Bedeutung | 09306159 |
| Direkt Bild zu diesem Denkmal hochladen | Muldentalbahn (Sachgesamtheit); Bahnwärterhaus           | Kralapp (Karte) | 1875 (Bahnwärterhaus)                     | Einzeldenkmale in der o. g. Sachgesamtheit: Bahnwärterhaus mit Nebengebäude, Gleisen und Eisenbahndamm; (siehe Sachgesamtheitsliste -Obj. 09306181), am Bahnkilometer 43, 4 der Eisenbahnstrecke Glauchau-Wurzen (Muldentalbahn), weitestgehend original erhalten, signifikant für alle im Wesentlichen einheitlich gebauten Bahnwärterhäuser der Muldentalbahn sowie der sächsischen Staatsbahn, eisenbahngeschichtlich und verkehrsgeschichtlich von Bedeutung | 09306157 |